# Gulag

Karte mit Lagern des Gulag

Das Kürzel Gulag bezeichnet das Netz von Straf- und Arbeitslagern in der Sowjetunion, im weiteren Sinne steht es für die Gesamtheit des sowjetischen Zwangsarbeitssystems, das neben Lagern und Zwangsarbeitskolonien auch Sonderlager des MWD, Spezialgefängnisse, Zwangsarbeitspflichten ohne Haft sowie in nachstalinistischer Zeit ebenfalls einige psychiatrische Kliniken als Haftverbüßungsorte umfasste. Im weitesten Sinn ist das gesamte sowjetische Repressionssystem gemeint.
Gulag beziehungsweise GULag steht im Sprachgebrauch der sowjetischen Behörden für russisch Главное управление лагерей (abgekürzt ГУЛаг, betont auf der letzten Silbe) anhörenⓘ oder offiziell auch Главное управление исправительно-трудовых лагерей и колоний, transkribiert Glawnoje uprawlenije isprawitelno-trudowych lagerej i kolonij, übersetzt „Hauptverwaltung der Besserungsarbeitslager und -kolonien“. Zunächst war diese Behörde der Geheimpolizei GPU der RSFSR zugeordnet. Nach Gründung der Sowjetunion 1922 wurde die Geheimpolizei nach dem sowjetrussischen Modell der GPU auf alle damaligen Unionsrepubliken ausgeweitet und 1923 in OGPU umbenannt. 1934 wurde die OGPU dem NKWD, dem sowjetischen Innenministerium, eingegliedert.
Von 1930 bis 1953 waren in den Lagern mindestens 18 Millionen Menschen inhaftiert. Mehr als 2,7 Millionen starben im Lager oder in der Verbannung. In den letzten Lebensjahren Stalins erreichte der Gulag mit rund 2,5 Millionen den Höchststand an Insassen. Hinzu kamen in diesem Zeitraum rund sechs Millionen Personen, die als „Sondersiedler“ oder „Arbeitssiedler“ zum Verbleib an ihrem Arbeitsort verbannt waren. Während des Zweiten Weltkrieges und in den Nachkriegsjahren hielt die Sowjetunion ferner rund vier bis sechs Millionen Kriegsgefangene in Lagern des GUPWI (Главное управление по делам военнопленных и интернированных, transkribiert Glawnoje uprawlenije po delam wojennoplennych i internirowannych, übersetzt „Hauptverwaltung für Angelegenheiten von Kriegsgefangenen und Internierten“) fest und forderte von ihnen Zwangsarbeit. Unmittelbar nach Kriegsende kamen 700.000 Insassen von Filtrationslagern hinzu. Fachleute gehen heute davon aus, dass insgesamt rund 28,7 bis 32 Millionen Menschen in der Sowjetunion Zwangsarbeit zu verrichten hatten.

## Historische Entwicklung

### Hintergrund und Vorgeschichte

#### Ssylka und Katorga
Im Strafwesen des Russischen Reiches nahmen Verbannungen (ссы́лка – 'ssylka') und das System der Katorga einen wichtigen Platz ein. Die Katorga wies dabei eine Reihe typischer Anzeichen von Arbeitslagern auf: Verurteilungen, harte körperliche Arbeit ohne besondere Fachkenntnisse, einfachste Behausungen und Arbeitszwang. Sie spielte sich überwiegend in den dünn besiedelten, lebensfeindlichen, aber rohstoffreichen Regionen Sibiriens und im russischen Fernen Osten ab. Als Inbegriff des Katorga-Systems galt im 19. Jahrhundert die Strafkolonie auf der entlegenen Insel Sachalin. Die Katorga-Häftlinge, die zu mehrjährigen oder lebenslangen Strafen verurteilt worden waren, arbeiteten häufig in Bergwerken und in der Holzwirtschaft. Als Strafkategorien betrafen Ssylka und Katorga verurteilte politische Gegner wie zum Beispiel die Dekabristen und Narodniki oder die Bolschewiki, aber auch Schwerkriminelle.
Von 1824 bis 1889 wurden 720.000 Menschen nach Sibirien verbannt. Im Vergleich dazu blieb die Katorga eine seltenere Strafe, 1906 waren von ihr rund 6.000 Personen betroffen, 1916 lag diese Zahl bei 28.600. Literarisch setzten sich Fjodor Dostojewski (Aufzeichnungen aus einem Totenhaus), Anton Tschechow (Die Insel Sachalin) und Lew Tolstoi (Auferstehung) mit Verbannung und Zwangsarbeit auseinander und machten damit die fernen Haftverbüßungsorte im europäischen Russland bekannt.
Nach der Februarrevolution 1917 wurde die Katorga-Strafe abgeschafft. Eine Neuauflage erlebte die wiedereingeführte harte Strafvollzugsform katorga (katorshnye raboty, KRT) in Form der sogenannten Stalin-Katorga ab 1943 bis zur Etablierung der Sonderlager des MWD 1948. Die Stalinschen Katorga-Lager waren Lager mit besonders scharfem Regime sowohl für Politische als auch für Kriminelle.

#### Lager zu Beginn des 20. Jahrhunderts
Neben russischen Bestrafungstraditionen zählt auch die internationale Entwicklung des (Isolierungs-)Lagers zu den Wurzeln des Gulag. Im Kubanischen Unabhängigkeitskrieg (1895 bis 1898) richteten spanische Militärs sogenannte Konzentrationslager (campos de reconcentración) ein, um die kubanische Zivilbevölkerung von Aufständischen zu trennen, die für die Souveränität der Insel kämpften. Im Zweiten Burenkrieg (1899 bis 1902) zwangen britische Militärs burische Frauen und Kinder sowie im Burengebiet lebende Afrikaner in concentration camps. Deutsche Kolonialtruppen isolierten auf Geheiß der Reichsregierung unter Bernhard von Bülow von 1904 bis 1908 in Deutsch-Südwestafrika Angehörige der Herero und Nama in Konzentrationslagern.

#### Kriegsgefangenenlager im Ersten Weltkrieg
Der Erste Weltkrieg sorgte für die Zunahme von Lagern. Die Kriegsgefangenenlager waren dabei militarisiert, die Lagerinfrastruktur und die Arbeitskraft der Gefangenen wurden intensiv genutzt, die Lagerarchitekturen glichen sich an.
Der Krieg rechtfertigte nicht nur auf den Schlachtfeldern ein ausgeprägtes Freund-Feind-Denken. Auch innerhalb der kriegführenden Staaten grassierte die Suche nach Feinden, Spionen und potenziellen Kollaborateuren, beispielsweise im Russischen Reich. Die Erfahrungen mit Lagern waren auch dort allgegenwärtig: Internierte Soldaten des Russischen Reiches kannten sie, ebenso ihre Angehörigen. Aber auch Arbeitgeber, die die Arbeitskraft von Kriegsgefangenen der russischen Lager nutzten, waren mit den Lagern vertraut, gleiches galt für Nachbarn sowie für das Verwaltungs- und Wachpersonal derartiger Einrichtungen.

### Ursprung und Entwicklung bis zum Deutsch-Sowjetischen Krieg

#### Revolution, Bürgerkrieg und Terror
In den Wirren, die auf die Februar- und die Oktoberrevolution folgten, breitete sich Gewalt in der Zivilgesellschaft Russlands aus. Die Bolschewiki befeuerten sie, indem sie mit Bezugnahme auf die Jakobiner der Französischen Revolution nach dem Vorbild des Grande Terreur auf Terror setzten. Nachdem die Linken Sozialrevolutionäre die gemeinsame Regierung mit den Bolschewiki verlassen hatten, weil sie die Unterzeichnung des Friedensvertrags von Brest-Litowsk (3. März 1918) ablehnten, ließen die Bolschewiki Anhänger ihres früheren Partners in Gefängnisse und Konzentrationslager einliefern. Häufig waren diese Konzentrationslager vorher Kriegsgefangenenlager gewesen – die militärische Institution wandelte sich damit in eine politische.
Im August 1918, der Russische Bürgerkrieg tobte bereits seit Monaten, griff Lenin den Terminus Konzentrationslager auf. Er forderte Terror gegen „Kulaken“, „Popen“ und Mitglieder der Weißen Armee; „zwielichtige Elemente“ seien in ein Konzentrationslager zu sperren. Zu zentralen Organen terroristischer Gewalt entwickelten sich seit 1917 die Tscheka, danach die GPU beziehungsweise ab 1923 deren Nachfolgeorganisation, die OGPU. Nach dem Attentat auf Lenin am 30. August 1918, ausgeführt durch die Anarchistin und Sozialrevolutionärin Fanny Kaplan, legitimierte ein Beschluss des Rates der Volkskommissare vom 5. September 1918 die systematische Anwendung von Rotem Terror gegen „Klassenfeinde“ und deren Verbringung in Konzentrationslager. 1921 gab es 48 derartige Lager in 43 Gouvernements. Neben früheren Kriegsgefangenenlagern fanden auch Klöster als Konzentrationslager Verwendung.
Während und nach dem Russischen Bürgerkrieg war der Einsatz sogenannter Arbeitsarmeen für die weitere Entwicklung des Gulag-Systems als Wirtschaftsfaktor von nicht unerheblicher Bedeutung. Es handelte sich dabei um eine militarisierte Form der Zwangsarbeit, der Soldaten der Roten Armee zur Behebung der negativen wirtschaftlichen Folgen des Kriegskommunismus unterworfen wurden. Bereits Anfang der 1920er Jahre in der 1. Periode der Arbeitsarmeen – von 1942 bis 1946 gab es sie erneut – sind Parallelen zwischen den Arbeitsarmeen und dem Gulag deutlich erkennbar. Gemeinsame Merkmale waren Arbeitszwang beziehungsweise Zwangsarbeit, der massenhafte Einsatz von Arbeitskräften zur Schwerstarbeit, militärische Kommandowirtschaft, ein Prämiensystem für die Erfüllung von Arbeitsnormen sowie daran gekoppelte Essensrationen.

#### Solowezki

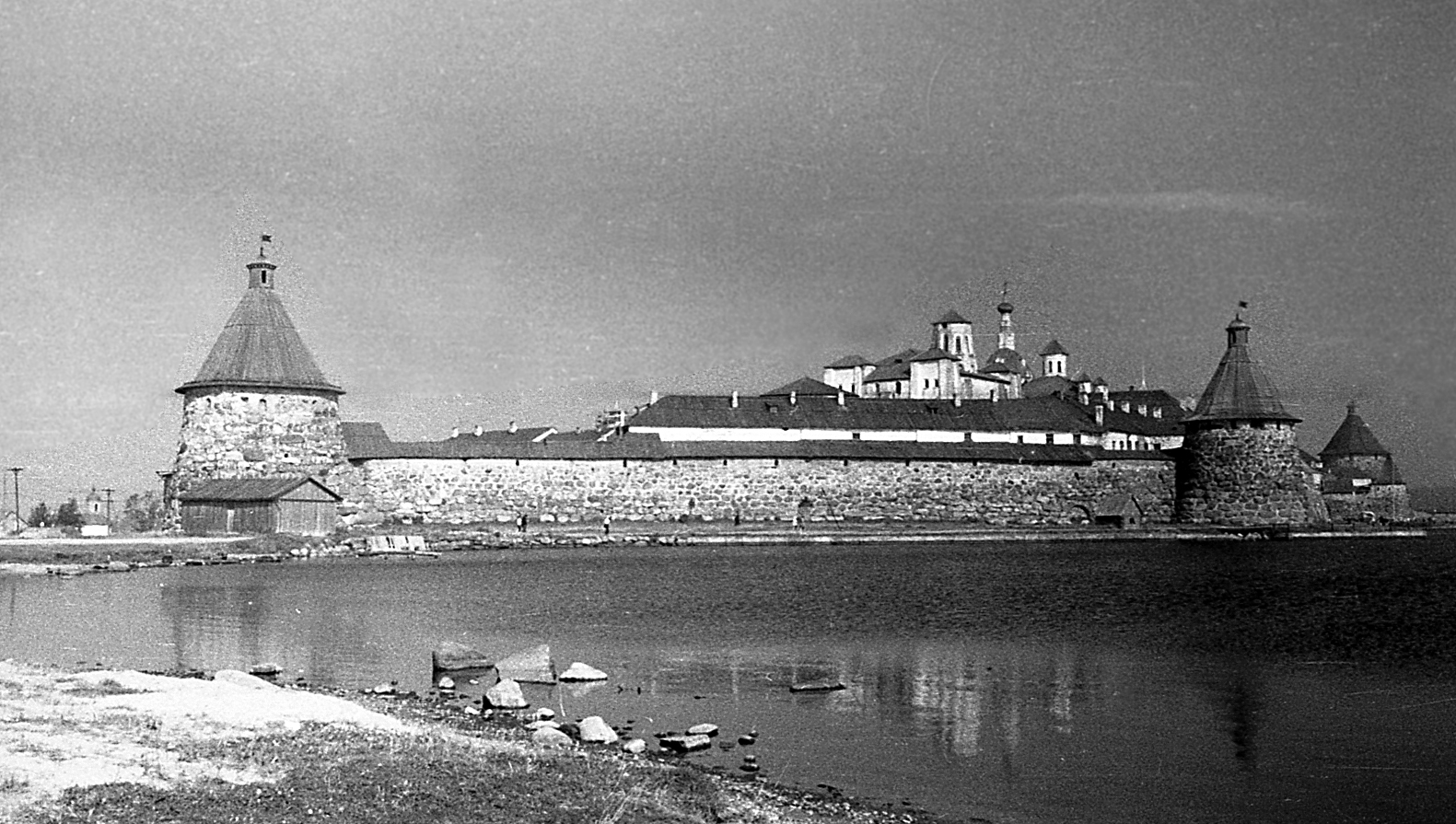
Foto des Solowezki-Klosters, Sommer 1972

Obgleich die Bolschewiki behaupteten, dass Gefängnisse und Verbannungen im Sozialismus und erst recht im Kommunismus keine Zukunft hätten, blieben diese Repressionsinstrumente auch nach dem Bürgerkrieg in Gebrauch. Im Mittelpunkt ideologischer Konzepte zur Haftgestaltung standen zunächst „Erziehung“ und „Umschmiedung“ (perekowka): Aus Straffälligen sollten Bürger werden, die Gesellschaft und Staat der Sowjetunion begrüßten. Der Gedanke der „Besserungsarbeit“ nahm hier breiten Raum ein, er dominierte zu Lenins Lebzeiten konkurrierende Modelle, die auf Ausbeutung der Arbeitskraft von Häftlingen abzielten. 1924 erfolgte eine erste Kodifizierung der „Besserungsarbeit“: Im Strafsystem sollte Arbeit eine zentrale Rolle bei der Erziehung übernehmen. Im Unterschied zu westlichen Haftkonzepten floss die soziale Herkunft des Delinquenten in die Art und Dauer der Strafe ein; in Urteil und Haft ersetzte der Klassenansatz den Gleichheitssatz.
Auf den Solowezki-Inseln im Weißen Meer, rund 160 Kilometer südlich des Polarkreises, entstand die „Urzelle des späteren sowjetischen Lagersystems der Stalinzeit“, das Sonderlager Solowezki. Ausgehend vom dortigen, 1920 geschlossenen Solowezki-Kloster entwickelte sich ab 1923 der Lagerkomplex der „Solowezki-Lager zur besonderen Verwendung“ (SLON). Bis zur Schließung im Jahr 1939 saßen hier mehr als 840.000 Personen ein. Der Lagerkomplex war für Schwerkriminelle und politische Häftlinge bestimmt. Letztere wurden zu diesem Zweck aus den sogenannten „Politisolatoren“ (Spezialhaftstätten für politische Gefangene) des Festlandes dorthin verlegt. In den 1920er Jahren saßen im SLON durchschnittlich einige Tausend Häftlinge ein. „Politische“ (Angehörige linker Parteien, Anarchisten) und „Konterrevolutionäre“ (Überlebende des Kronstädter Matrosenaufstands, Vertreter des alten Regimes wie weißgardistische Offiziere, Geistliche, Nonnen etc.) stellten die Mehrheit der Insassen, „Kriminelle“ waren in der Minderheit. Bis 1928/1929 gaben die „Politischen“ unter den Häftlingen den Ton an, anschließend übernahmen die „Kriminellen“ die Herrschaft unter den Gefangenen. Zum Alltag im Lager zählten prügelnde Wachmannschaften, Schikanen, Folterpraktiken sowie Vergewaltigungen und sexuelle Nötigungen weiblicher Insassen.
Das SLON entwickelte sich zu einem Experimentierfeld des künftigen Gulag. Insbesondere Naftali Frenkel, vormals selbst ein Häftling, schwang sich in der zweiten Hälfte der 1920er Jahre zum Umgestalter des Lagerwesens auf und setzte ökonomische Prinzipien bei der Nutzung des Arbeitskräftepotenzials durch. Ganz gleich, ob „Politische“, „Konterrevolutionäre“ oder „Kriminelle“: Die Häftlinge wurden umfassend für Straßenbaumaßnahmen und bei der Holzernte eingesetzt. Entsprechende Arbeiten wurden nicht nur im Umfeld der Inseln durchgeführt, sondern auch in weit entfernten Gebieten der Karelischen Republik oder der Oblast Archangelsk. Klagen sowjetischer Behörden über SLON und seine Konkurrenzvorteile durch billige Häftlingsarbeit blieben wirkungslos. Frenkel koppelte ferner die Nahrungsrationen an den Arbeitsertrag, das heißt an die Erfüllung der vorgegebenen Arbeitsnorm. Er unterschied die Häftlinge nach ihrem körperlichen Zustand in drei Gruppen: Fähig zur Schwerarbeit, fähig zur leichten körperlichen Arbeit und Invalide; für jede dieser Gruppen gab es nun eigene Aufgaben und Arbeitsnormen. Mit den Arbeitskategorien korrespondierte die Verpflegung. Die Unterschiede waren erheblich: Die Häftlinge der niedrigsten Kategorie bekamen nur die Hälfte der Ration, die den Häftlingen der höchsten Kategorie zustand.

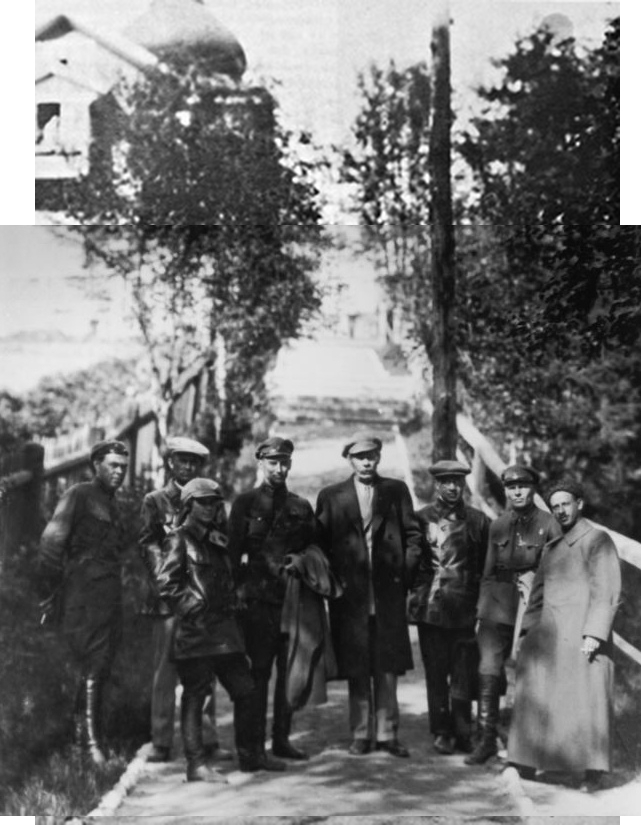
20. Juni 1929: Maxim Gorki (vierter von rechts), eingerahmt von Funktionären der sowjetischen Geheimpolizei OGPU, besichtigt die Solowezki-Inseln

In den 1920er Jahren gelangten wiederholt Berichte über die Zustände in den sowjetischen Lagern in den Westen, weil die „Politischen“ über entsprechende Verbindungen zu Exil-Organisationen verfügten. Auch der Lagerkomplex SLON war davon betroffen. So löste ein Zwischenfall vom 19. Dezember 1923 im Ausland Entrüstung aus: Wachen hatten auf eine Gruppe politischer Gefangener geschossen und sechs von ihnen getötet. Auch in den Folgejahren versuchten Häftlinge, das Ausland über Zustände und Ereignisse auf dem Laufenden zu halten. Die kommunistische Propaganda übertönte sie aber mehr und mehr. Maxim Gorki leistete hier seinen Beitrag. Nach einem Besuch auf den Solowezki-Inseln am 20. Juni 1929 verfasste er einen hymnischen Reisebericht, der die Lebens- und Arbeitsbedingungen der Häftlinge und ihre erfolgreiche „Umschmiedung“ zu nützlichen Sowjetbürgern pries. Zu ganz anderen Ergebnissen war nur sechs Wochen zuvor eine Kommission der OGPU gekommen. In ihrem Bericht war von katastrophalen Arbeitsbedingungen, Quälereien an Häftlingen und willkürlichen Erschießungen die Rede. 13 der 38 Offiziere der Lagerverwaltung wurden hingerichtet.
Auch hohe Funktionäre der OGPU, der sowjetischen Geheimpolizei, betrachteten Frenkels Maßnahmen mit Wohlwollen. Frenkels Ideen versprachen, aus kostspieligen und unproduktiven „Sitzgefängnissen“ in der Zuständigkeit des Justizwesens mittels Kostensenkung für die Unterbringung und Verpflegung der Häftlinge auf das äußerste Minimum produktive und rentable Arbeitslager zur Industrialisierung der Sowjetunion zu machen. Genrich Jagoda forderte mit Bezug auf die Solowezki-Inseln, weitere derartige Lager im Norden einzurichten. Im April 1929 sah ein entsprechendes Konzept vor, solche Lager zu eröffnen und sie unter die Regie der OGPU zu stellen. Die Mehrheit der Gefangenen unterlag nun nicht mehr den Vorgaben des Justizministeriums. Von 1928 bis 1930 wuchs die Zahl der Gefangenen, die sich jetzt im Direktionsbereich der Geheimpolizei befanden, von 30.000 auf 300.000 Personen an.

#### Sondersiedlungen und Großbauten nach der „Großen Wende“

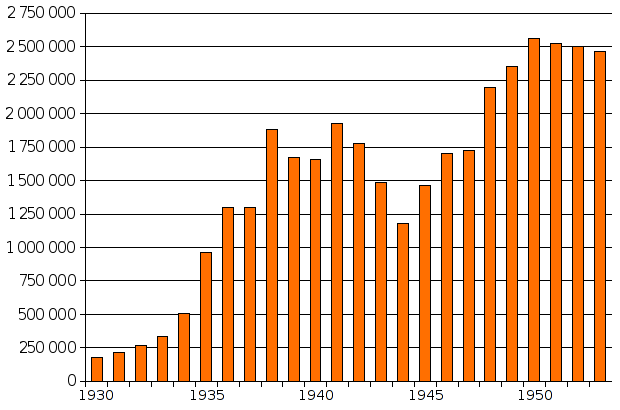
Entwicklung der Häftlingszahlen im Gulag (1930–1953)

Stalin hatte sich 1929 gegen alle vermeintlichen Widersacher in der Partei durchgesetzt und sein Projekt einer „Großen Wende“ (Welikij perelom) in Angriff nehmen lassen. Der 1929 genehmigte erste Fünfjahresplan (1928 bis 1932) sah die forcierte Industrialisierung der Sowjetunion vor. Innerhalb eines Jahrzehnts sollte das wirtschaftliche und technologische Niveau der Industrieländer erreicht werden. Weil die Gelder für die Industrialisierung weder durch Ausbeutung von Kolonien noch durch die Aufnahme von Krediten im Ausland aufzubringen seien, habe die Bauernschaft einen „Tribut“ zu entrichten, so Stalin. Mit Getreideausfuhren sollten die notwendigen Anlagen und Güter zum Aufbau der Industrie finanziert werden. Die Bauern selbst sollten für die bei ihnen akquirierten Agrarprodukte kein volles Äquivalent erhalten. Die erzwungene Kollektivierung der Landwirtschaft wurde so die notwendige Bedingung für die Industrialisierung, der bäuerliche Widerstand wurde in der Entkulakisierungskampagne erstickt.
Die Entkulakisierung schuf ein großes Heer von Sondersiedlern, die in unwirtlichen Regionen der Sowjetunion zwangsangesiedelt wurden, um diese wirtschaftlich zu erschließen. Die Welt der Sondersiedler war „eine Art Mittelding (…) zwischen freier Welt und Lagerwelt“. Die kargen Ansiedlungen in lebensfeindlicher Umgebung, aus dem Nichts mit Wenig geschaffen, waren im Grunde Bauernsiedlungen unter staatlicher Aufsicht – ohne Mauern, Stacheldrähte und Zäune. Zentrale Infrastruktureinrichtungen wie Kantinen oder Waschräume fehlten in der Regel. Gelegentlich wurden die Männer von den Frauen und Kindern getrennt. Diese Zwangsabsonderung männlicher Arbeitskräfte wurde in diesen Fällen erst gelockert, nachdem die Probleme mit den zurückgebliebenen Kindern und Frauen immer größer wurden. Ferner wurde den Sondersiedlern die Bewirtschaftung einer eigenen Parzelle gestattet. Hunger und Entbehrungen blieben in diesen Siedlungen jedoch an der Tagesordnung.
Die chaotisch vorbereiteten Ansiedlungsversuche konnten tödlich enden, insbesondere dann, wenn die Sondersiedler keine Bauern waren, die sich mit Landwirtschaft und den Unbilden der Natur auskannten, sondern „sozial schädliche und deklassierte Elemente“ – hauptsächlich Städter. So bezeichneten die sowjetischen Behörden Personengruppen, die sie gewaltsam aus dem Straßenbild bestimmter Städte entfernten (→Tragödie von Nasino).
1930/1931 fristeten rund 1,8 Millionen Menschen in Sondersiedlungen ihr Dasein. Die Mortalität war hoch: Allein im nördlichen Verwaltungsgebiet starben 1932/1933 rund 240.000 Personen. Viele Menschen flohen zudem aus diesen Siedlungen. Die Zahl der zwischen 1932 und 1940 Entwichenen lag bei 600.000. Ihr Ziel war entweder ihre Heimat oder die wachsenden und sich industrialisierenden Städte. Ab Mitte der 1930er Jahre nahm die Bedeutung der Sondersiedlungen langsam ab, 1939 wurden noch rund 1,2 Millionen Sondersiedler erfasst. Während des Zweiten Weltkrieges stieg ihre Zahl erneut stark an, denn die Sondersiedlungen füllten sich mit Angehörigen jener Nationen, die Stalin der Zusammenarbeit mit dem Feind verdächtigte und darum zwangsdeportieren ließ. Die Zahl der Sondersiedler lag 1953 bei 2,7 Millionen.

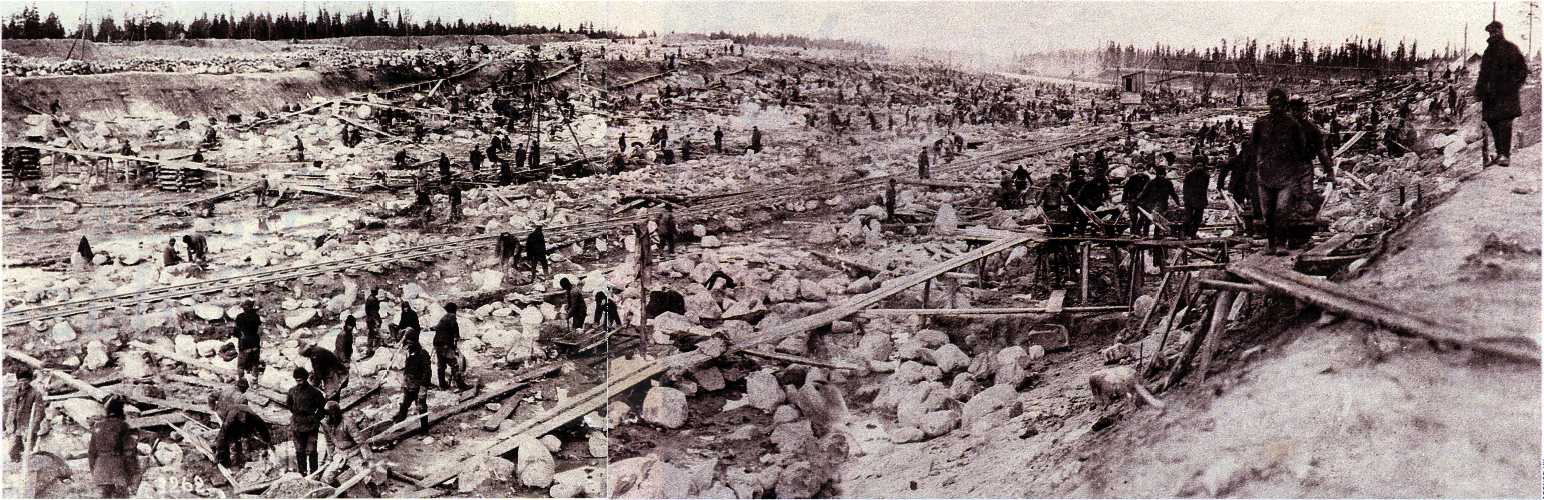
Bauarbeiten am Weißmeer-Ostsee-Kanal (Sommer 1932)

Der von 1931 bis 1933 erbaute Weißmeer-Ostsee-Kanal, zunächst Stalin-Kanal genannt, war das erste Beispiel für ein Infrastruktur-Großprojekt, das durch den massenhaften Einsatz von Zwangsarbeit umgesetzt wurde. Die neuartige Verbindung solcher Großbaustellen mit dem Lagersystem gilt als „Wendepunkt der Lagerpolitik“, der Kanal selbst war in dieser Hinsicht „stilbildend“.
Die Wassermagistrale sollte 227 Kilometer Land überwinden, fünf Dämme und 19 Schleusen waren zu errichten. Frenkel leitete die Bauarbeiten ab November 1931 bis zu ihrem Abschluss, OGPU-Chef Jagoda trug die politische Verantwortung. Weil so gut wie keine Maschinen vorhanden waren, wurde die Arbeit mit bloßen Händen verrichtet – Arbeitskraft wurde zu einem „Mengenverbrauchsgut“. 170.000 Zwangsarbeiter kamen auf der Baustelle zum Einsatz, 25.000 von ihnen starben während des Großprojekts. Anfänglich stellte SLON die Zwangsarbeiter, dann etablierte sich das BelBaltLag als Lager dieses Kanals.
Stalin und seine Entourage betrachteten den Kanal als Erfolg: Das Großprojekt wurde in der geplanten Frist fertiggestellt, der massenhafte Einsatz von Zwangsarbeitern, denen bei Erfüllung der Vorgaben Haftverkürzung in Aussicht gestellt worden war, schien sich bewährt zu haben und die OGPU bewies in den Augen Stalins Management-Qualitäten. Für die angestrebten wirtschaftlichen und militärischen Zwecke war der neue Kanal jedoch kaum geeignet, weil die Wassertiefe nicht ausreichte. Insofern gilt er heute als ein „Symbol für ebenso sinnlose wie tödliche Auswüchse sowjetischer Despotie“. Die kommunistische Propaganda sah das anders. Sie hielt den Kanal für ein Vorzeigeobjekt des sowjetischen Gestaltungswillens. 36 Autoren, zu denen die bekannten Schriftsteller Maxim Gorki, Alexei Tolstoi, Michail Soschtschenko, Wiktor Schklowski, Wsewolod Iwanow, Demjan Bedny, Walentin Katajew, Bruno Jasieński und Nikolai Tichonow zählten, verfassten zu seinem Ruhm eine Jubelschrift, die die „umschmiedende“ Wirkung der Häftlingsarbeit und die Überwindung aller naturgegebenen Widrigkeiten pries. Die Textsammlung erschien nicht nur in der Sowjetunion, sondern auch in einer englischen Ausgabe. Heute gilt sie als Paradebeispiel für den „bekennenden Terror“ des Stalinismus und für die entsprechende Indienstnahme von Intellektuellen und Schriftstellern.
Ein vergleichbares Erschließungsprojekt war der Moskau-Wolga-Kanal, ein Hauptvorhaben des zweiten Fünfjahresplans (1932 bis 1937), mit seinem Lagerkomplex DmitLag in der Nähe Moskaus. Von 1932 bis 1938 war es das größte Gulag-Lager überhaupt. Es fasste von 1934 bis 1936 jährlich fast 200.000 Gefangene. Von Mitte September 1932 bis Ende Januar 1938 starben mehr als 22.800 DmitLag-Häftlinge.
Beim Eisenbahnbau kamen ebenfalls Häftlinge zum Einsatz, beispielsweise für die Baikal-Amur-Magistrale (BAM). Im zugehörigen Lager, dem im November 1932 eröffneten BamLag, befanden sich bis zu 268.700 Personen. Die Aufgabe der Zwangsarbeiter bestand darin, den ersten Bauabschnitt der BAM vorzubereiten, wozu auch die Ausführung von Zivilbauarbeiten entlang der BAM-Trasse gehörte. Überdies mussten sie eine zweite Spur für die Transsibirische Eisenbahn verlegen.
Auch bei der Erschließung von Rohstoffvorkommen spielte der Gulag eine bedeutende Rolle. So startete 1929 die sogenannte Uchta-Expedition. Ihre Aufgabe bestand darin, im Nordwesten Russlands Ölvorkommen ausfindig zu machen. Aus einem ersten Stützpunkt der Expedition entstand nach und nach die Stadt Uchta. Bedeutsamer als Ölfunde war die Entdeckung umfangreicher Kohlelagerstätten. Aus Lagerpunkt „Rudnik 1“ (Bergwerk 1) wurden in wenigen Jahren die Stadt Workuta und das Zentrum des Lagers WorkutLag. 1938 lebten im WorkutLag bereits 15.000 Häftlinge. Bis 1953 sollten rund eine Million Häftlinge die Workuta-Lager durchlaufen, ein Viertel von ihnen kam dabei ums Leben. Auch an anderen Stellen entstanden aus der Uchta-Expedition Lager, so bereits Mitte 1931 das UchtPetschLag, ein Lager, das sich im Lauf der Jahre immer weiter ausbreitete und häufig die Bezeichnung änderte. 1932 fasste es knapp 4.800 Inhaftierte, Mitte 1935 waren es bereits knapp 18.000 Personen.
Zu den großen Lagerkomplexen zählte ferner das SibLag, das von 1929 bis mindestens 1960 betrieben wurde. Die Insassen des SibLag waren vor allem in der Holzwirtschaft, der Landwirtschaft, beim Bau von Straßen und Industrieanlagen sowie in der industriellen Produktion eingesetzt. Lagerhäftlinge errichteten Teile der Städte Nowosibirsk und Mariinsk. Die maximale Zahl der Häftlinge dieses Lagerverbunds lag bei mehr als 78.000 Personen. Die durchschnittliche Belegung schwankte zwischen 30.000 und 40.000 Inhaftierten.
In Dolinka bei Karaganda in der Kasachischen Sozialistischen Sowjetrepublik befand sich seit 1931 die Zentrale das KarLag. Die Häftlinge dieses Lagers arbeiteten in einer Reihe von Branchen, vor allem in der Landwirtschaft, aber auch im Kohlebergbau. Zum Lagerkomplex gehörten Ende 1932 rund 10.400 Insassen. Anfang Januar 1936 waren mehr als 38.000 Häftlinge registriert.
Ein weiteres Beispiel für umfassende Peuplierungs- und Erschließungsvorhaben ist das NorilLag. Nördlich des Polarkreises fungierte es seit Sommer 1935 als Zwangsarbeitslager für den Aufbau und den Betrieb des Kupfer-Nickel-Kombinats Norilsk, das die Buntmetall-Vorkommen im Nordosten Sibiriens ausbeutete. Die NorilLag-Sträflinge errichteten zudem die Stadt Norilsk. Die Insassenzahl dieses Lagers lag am 1. Oktober 1935 bei 1.200 Personen, stieg stetig und erreichte in den frühen 1950er Jahren etwa 70.000 bis 90.000 Personen. 270.000 Menschen durchliefen insgesamt das Lager, 17.000 bis 18.000 starben während der Haft.

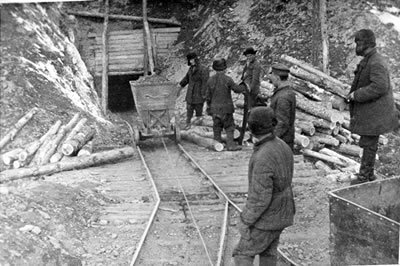
Goldmine an der Kolyma (1934)

Ein ausgedehnter Zwangsarbeitskomplex entstand ab April 1932 in der Kolyma-Region. Dieses Gebiet umfasste mehr als die Landschaften am Fluss Kolyma. Immer wieder wurden weitere Gebiete im gesamten Nordosten der UdSSR dem Zwangsarbeitskomplex zugeschlagen, bis dieser 1953 schließlich eine Ausdehnung von 3,5 Millionen Quadratkilometern erreichte – ein Siebtel des Territoriums der Sowjetunion. Eduard Bersin (1894–1938) fungierte als erster Leiter des Industriegiganten Dalstroi und des Lagers SewWostLag, auch wenn diese Organisationen formal getrennt waren. Die Direktoren des Dalstroi, Bersin und seine Nachfolger, waren zugleich Bevollmächtigte von Partei-, Exekutiv-, Polizei- und Geheimdienstorganen – sie waren unangefochtene Herrscher der Region. Die Kommunistische Partei blieb ohne eigenen Einfluss auf das Territorium, in der Hunderte von Lagerpunkten (lagpunkty) mit der extensiven Ausbeutung der Natur weiterwanderten. Der Grund für die nach außen betonte Trennung von Dalstroi einerseits und SewWostLag sowie seiner Unter- und Nachfolgelager andererseits war die Sorge, das Ausland werde nach Bekanntwerden der Zwangsarbeit die geförderten Bodenschätze – vor allem Gold – boykottieren. Eine solche Ächtung hätte die Industrialisierung der Sowjetunion gefährden können, denn neben landwirtschaftlichen Erzeugnissen wurde diese mit Goldverkäufen finanziert. Für Dalstroi waren außerdem Lagerstätten von Uran und Zinn von Interesse. Als Wirtschafts- und Verwaltungszentrum bildete sich Magadan heraus. Zwischen 1931 und 1957 waren rund 880.000 Menschen im Herrschaftsgebiet des Dalstroi inhaftiert, rund 125.000 starben in den Lagern.

#### Organisation
Zwischen 1929 und 1953 entstanden 476 Lagerkomplexe mit Tausenden von Lagerpunkten. Hinzu kommen nicht weniger als 2.000 Kolonien für „Sondersiedler“, „Arbeitssiedler“, repressierte Jugendliche etc. Das stete Wachstum des Lager- und Sondersiedlungssystems machte die Neu- und Umorganisation der behördlichen Verwaltungsstrukturen notwendig. 1934 ging die OGPU im NKWD auf, dem nun die Zuständigkeit für alle Lager, Sondersiedlungen, Gefängnisse und andere Haftorte in der UdSSR oblag. Noch 1934 wurde in diesem Ministerium die Hauptverwaltung Lager (GULag) etabliert. Gemäß der wachsenden Bedeutung der Lager für die sowjetische Ökonomie hatten die Lager Vorgaben der staatlichen Wirtschaftsplanung zu erfüllen. Wesentliche Branchen der sowjetischen Wirtschaft spiegelten sich in zuständigen Gulag-Branchenverwaltungen, beispielsweise für Holzwirtschaft, Landwirtschaft, Berg-, Eisenbahn- oder Straßenbau. Für das Lagerpersonal existierten ebenfalls Fachabteilungen, etwa solche für das Kaderwesen, für Spitzel und Repressionen („Operativ-tschekistische Verwaltung“), für medizinisch-hygienische Angelegenheiten, für die Lagerverwaltung und -versorgung oder für Propaganda-, Kultur- und Erziehungsaufgaben in den Lagern.
Über die Jahre entwickelten sich unterschiedliche Lager- und Siedlungstypen: Es gab Transitlager, Arbeitslager, Straflager, Frauenlager, Lager oder „Arbeitskolonien“ für Kinder und Jugendliche, Lager für Invalide, Speziallager für wissenschaftliche Forschungen, Prüf- und Filtrationslager, Sondersiedlungen, Arbeitssiedlungen und mehr.

#### Großer Terror und Zwangsarbeit
Dem Großen Terror fielen 1937 und 1938 auch viele Gulag-Funktionäre zum Opfer, allen voran der frühere OGPU-Chef Jagoda. Auch viele seiner Protegés überlebten nicht, unter ihnen Matwei Berman, lange Jahre Behördenchef des Gulag, gleichfalls dessen Nachfolger Israil Pliner (1896–1939). Eduard Bersin starb gewaltsam, genauso wie Semjon Firin (1898–1937), der das DmitLag geleitet hatte. Mit Firin wurden weitere rund 200 DmitLag-Kader exekutiert. Ihnen wurde eine Verschwörung gegen Stalin unterstellt.
Die Erschießungen während des Großen Terrors betrafen allerdings in weit größerem Ausmaß die Gulag-Häftlinge. Allein der NKWD-Befehl Nr. 00447 „zur Repression ehemaliger Kulaken, Krimineller und anderer antisowjetischer Elemente“ sah Ende Juli 1937 für die Lager des Gulag vor, 10.000 Personen zu erschießen. Zum Ende des Großen Terrors lag die Zahl der auf Basis dieser Anweisung ermordeten Häftlinge bei 30.178. Auf der Grundlage dieses und einer Reihe weiterer operativer Befehle zu ethnischen Säuberungen erschossen NKWD-Angehörige beispielsweise rund 1.000 bis 1.800 Inhaftierte des SLON, zirka 2.000 bis 2.900 in Workuta und zirka 3.000 bis 5.900 im Dalstroi-Gebiet.
Der Große Terror erschütterte auch auf andere Weise das System der Gefängnisse, Lager und Sondersiedlungen des Gulag. Die Zahl der Insassen stieg erheblich: von 786.595 am 1. Juli 1937 über 1.126.500 am 1. Februar 1938 auf 1.317.195 am 1. Januar 1939. Die prekäre Logistik des Gulag geriet deswegen aus den Fugen. Das hatte Folgen für die Aufnahme, die Verteilung, die Versorgung, die Bewachung und den Arbeitseinsatz dieser Häftlingsmassen. Die Lager waren überfüllt, das Lagerregime wurde härter, die Produktivität der Lager nahm ab. 1937 starben nach amtlichen sowjetischen Statistiken 33.499 Personen in den Lagern, Sondersiedlungen und Gefängnissen. Ein Jahr später waren es 126.585. Auch die Zahl jener Menschen, die während der Deportationstransporte und auf Strecken zwischen Gulag-Lagern starben, schnellte zwischen 1937 und 1938 um 38.000 nach oben. Die Statistiken wiesen ferner aus, dass die Quote der aufgrund von Krankheit, Invalidität oder Auszehrung nicht arbeitsfähigen Insassen 1938 über neun Prozent lag und damit mehr als 100.000 Personen betraf. 1939 waren rund 150.000 Insassen arbeitsunfähig, Invalide nicht eingerechnet. Für die Gulag-Ökonomie erwies sich der Große Terror als ein Desaster, das galt allerdings nicht nur für das Lagersystem, sondern für die gesamte sowjetische Wirtschaft.
Erst unter der Regie von Lawrenti Beria, der im November 1938 mit dem Ende des Großen Terrors die Leitung des NKWD übernahm, stieg die Produktivität wieder. Seine Reorganisation des Gulag führte nach 1939 zur Aufgabe der geografisch beziehungsweise funktionalen Gliederung, stattdessen war er nun nach Branchen organisiert. Im Inneren der Lager sollten die Lebensbedingungen des Einzelnen wieder an den Grad seiner Normerfüllung geknüpft werden, ähnlich, wie es im SLON Ende der 1920er Jahre konzipiert worden war. Die Klassifizierung des Einzelnen erfolgte nach Strafmaß, Beruf und Arbeitsfähigkeit. Grundsätzlich erhielt jeder Häftling eine Aufgabe und eine Norm, welche die Produktivitätsziele vorgab. Wie einzelne Gefangene ihre Bedürfnisse nach Nahrung, Kleidung, Unterkunft und Lebensraum befriedigen konnten, sollte nur davon abhängen, in welchem Grad sie ihre jeweilige Norm erfüllten. Berias Anliegen war es, jeden Aspekt des Lagerlebens auf die vorgegebenen Produktionsergebnisse auszurichten. Selbst wenn die Produktivität zunahm, sahen die Realitäten im Lager oft anders aus: Korruption, Unterschlagung, Diebstahl, Betrug und Schwindel bei der Normerfüllung – die sogenannte Tufta – waren an der Tagesordnung, die Häftlingshierarchie war nicht von Arbeitsleistungen abhängig.

### Zweiter Weltkrieg und Nachkriegszeit

#### Angehörige von Feindnationen
Von 1939 bis 1941 verschleppten Mitarbeiter des NKWD infolge des Hitler-Stalin-Paktes und der sowjetischen Besetzung entsprechender Territorien viele als besonders gefährlich angesehene Polen, Balten und Ukrainer in den Gulag, zusammen etwa 170.000 Personen, hinzu kamen Moldauer und Weißrussen.
Die Kriegsjahre nach dem deutschen Überfall auf die Sowjetunion (22. Juni 1941) brachten weitere Deportationswellen gegen Angehörige von Ethnien, die im Verdacht standen, mit den Invasoren zu kollaborieren oder als Fünfte Kolonne des Feindes zu agieren. Kurz nach Kriegsbeginn betraf das zirka eine Million Sowjetbürger deutscher Herkunft, vor allem solche aus der Wolgadeutschen Republik (ASSRdWG). Ferner wurden Tausende deutsche Emigranten, zumeist frühere Staatsbürger des Deutschen Reiches, von einer weiteren Deportationswelle ab November 1941, die bis zum Frühjahr 1942 andauerte, erfasst. Die Verbannungsziele für Deutsche, dazu zählten für die Sowjetbehörden seit dem Anschluss Österreichs 1938 auch österreichische Emigranten der KPÖ oder ehemalige Schutzbündler, lagen generell – aus Sicherheitsgründen – hinter dem Ural, überwiegend in Sibirien und Mittelasien. 1942 wurden die Deportierten, hauptsächlich Russlanddeutsche und Deutschstämmige, in Arbeitsarmeen mobilisiert und zur Zwangsarbeit herangezogen. Die sogenannten „Arbeitsarmisten“ waren teils in den gleichen Gulag-Lagern wie reguläre Häftlinge interniert. 1943 kamen deportierte Völker aus dem Nordkaukasus und von der Krim hinzu: Karatschaier, Kalmücken, Tschetschenen, Inguschen, Balkaren, Krimtataren, Mescheten und Kurden.
Hohe Mortalitätsraten kennzeichneten das Leben in den neuen Ansiedlungsorten und die Transporte dorthin: 20 bis 25 Prozent der Deportierten starben bis 1948. Nicht nur die Lager des Gulag füllten sich, auch die Sondersiedlungen wuchsen. Hatte die Zahl dieser Siedler kurz vor dem Zweiten Weltkrieg bei rund einer Million gelegen, so stieg sie bis Anfang Oktober 1945 auf 2,2 Millionen.

#### Evakuierungen
Ausgelöst durch den Überraschungsangriff der Wehrmacht wurden die Lager in der westlichen Sowjetunion im Sommer 1941 überstürzt evakuiert. Aus Mangel an Transportkapazitäten erfolgte diese Räumung häufig zu Fuß. Die Gefangenen wurden zu Gewaltmärschen gezwungen, oft mehr als 1.000 Kilometer weit. 210 Arbeitskolonien und 27 Lager wurden auf diese Weise geräumt, 750.000 Menschen waren davon betroffen. Weitere 140.000 Häftlinge aus 272 Gefängnissen wurden ebenfalls in östliche Landesteile verbracht. Viele Deportierte kamen nicht an ihrem Bestimmungsort an. Dort, wo die Zeit für Deportationen nicht ausreichte, ermordeten NKWD-Mitarbeiter die Inhaftierten kurzerhand. Entdeckten deutsche Einheiten auf ihrem Vormarsch solche Mordopfer, nutzten sie das zu Propagandazwecken und zu Pogromen gegen Juden – wie etwa in Lemberg oder Tarnopol. Die Nationalsozialisten unterstellten den Juden, hinter allen Verbrechen der Bolschewiki zu stecken (→Jüdischer Bolschewismus).

#### Kriegsjahre
Obgleich während des Krieges etwa eine Million Häftlinge als Kämpfer an die Front entlassen wurden, um die hohen Verluste der Roten Armee auszugleichen, verschlechterten sich die Daseinsbedingungen in den Lagern dramatisch. Diese Verschlechterungen waren allerdings kein Sonderphänomen des Gulag, sondern ein allgemeiner Trend, der das gesamte Land betraf. Die Verpflegung der Häftlinge mit Nahrungsmitteln und die Versorgung mit Unterkünften waren vielerorts katastrophal. Hunger und Seuchen nahmen zu, insbesondere Cholera und Typhus. In den Lagern und Arbeitskolonien starben während des Krieges insgesamt über zwei Millionen Menschen. Die Todesrate der Häftlinge lag bei 20 bis 25 Prozent. Auch die Lebenden befanden sich überwiegend in einem schlechten Zustand: Ende 1942 waren 64 Prozent aller Lagerinsassen aufgrund gesundheitlicher Mängel arbeitsunfähig oder nur zu leichter Arbeit in der Lage.

#### Nach Kriegsende

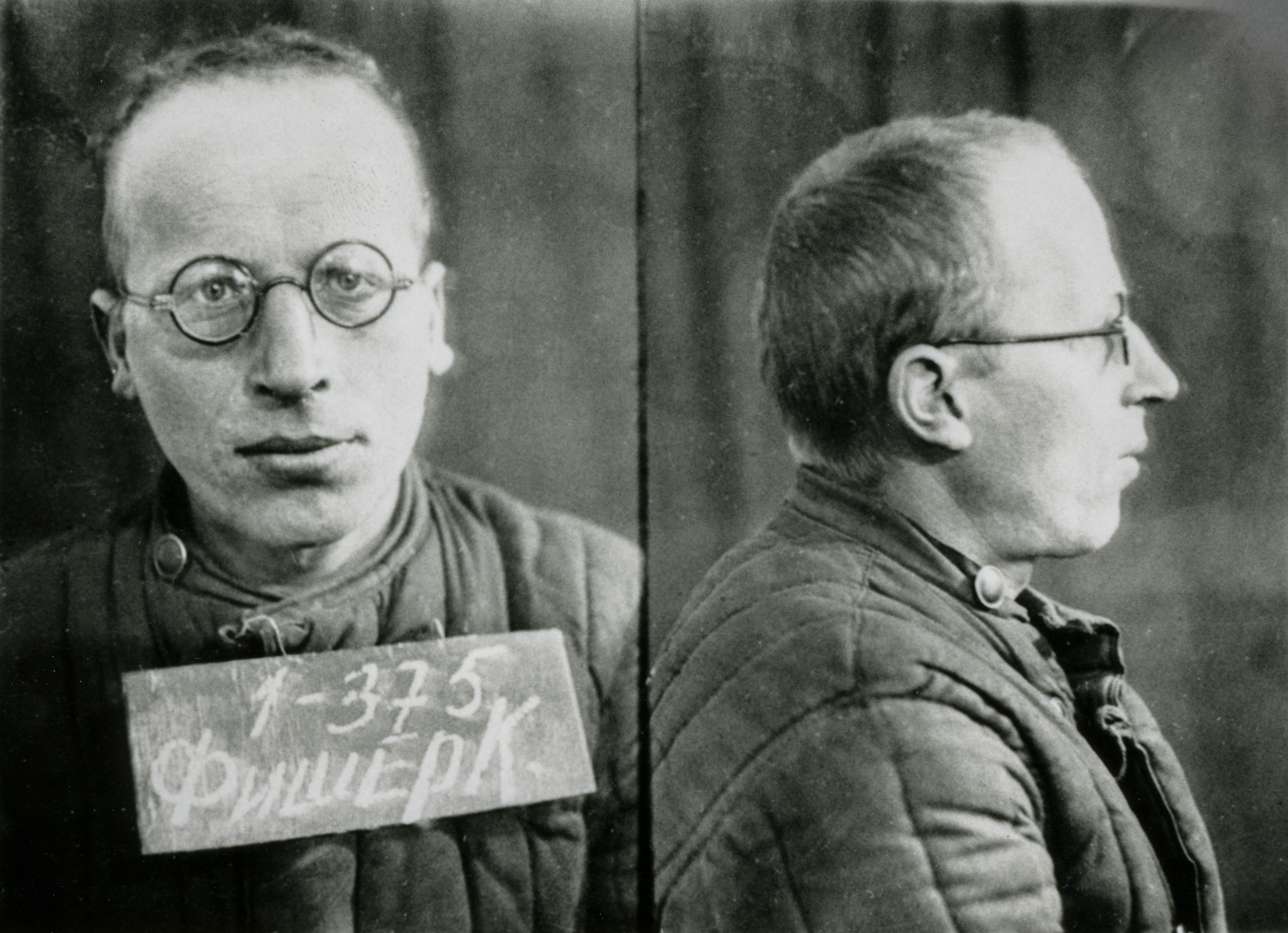
Der österreichische trotzkistische Politiker und Widerstandskämpfer Karl Fischer als Gulag-Häftling. Foto aus der Akte über Karl Fischer (F. 461/p, Nr. 190278) in der Bestandsgruppe zu Kriegsgefangenen und Internierten des Sonderarchivs Moskau.

Während Kriegsgefangene auf sowjetischem Hoheitsgebiet ab 1944 in der Regel der „Hauptverwaltung für Angelegenheiten von Kriegsgefangenen und Internierten“ (GUPWI) unterstanden, verbüßten als Kriegsverbrecher verurteilte Personen ihre Haft im Gulag. Durch die Ausdehnung des sowjetischen Machtbereichs füllte sich der Gulag nach Ende des Krieges mit Menschen aus Ländern Ostmitteleuropas sowie aus Österreich und der Sowjetischen Besatzungszone. Zu diesen gehörten Personen, die aus Polen, dem Baltikum oder der Ukraine stammten und als Nationalisten galten, oft verfügten sie über Erfahrungen im Partisanenkampf; im Gulag galt ihr Zusammenhalt als groß. Die Zahl der Inhaftierten wuchs ferner, weil sowjetische Soldaten, die in deutsche Kriegsgefangenschaft geraten waren beziehungsweise Zwangsarbeit hatten leisten müssen, sowie heimkehrende zivile Ostarbeiter zu Hunderttausenden in den Gulag eingewiesen wurden. Sie galten als schuldig, weil sie angeblich Fahnenflucht begangen oder aber mit dem Feind kollaboriert hatten. Schließlich sorgten die extrem repressiven Anti-Diebstahls-Dekrete vom 4. Juni 1947 – eine harsche Reaktion auf die Hungersnot von 1946/1947 – für einen Anstieg der Häftlingszahlen. Trotz einer im Juli 1945 verkündeten Amnestie für 600.000 Häftlinge verdoppelte sich die Sträflingsbevölkerung zwischen 1944 und 1949. Anfang der 1950er Jahre erreichte die Häftlingszahl mit 2,5 bis 2,6 Millionen ihren historischen Höchststand, dies entsprach vier Prozent der arbeitsfähigen Bevölkerung in der Sowjetunion.

#### Zenit und Krise

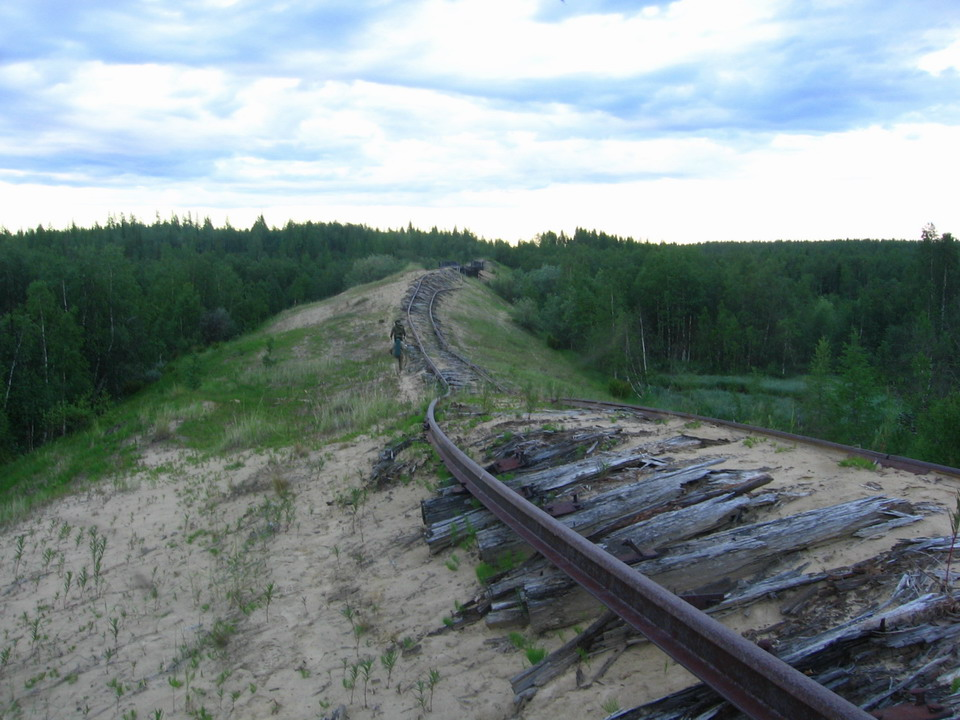
Überreste der Polarkreiseisenbahntrasse zwischen Salechard und Nadym (2004)

Dass der Gulag in der sowjetischen Volkswirtschaft ein bedeutender Faktor war, zeigte sich in einzelnen Produktionszweigen deutlich. Er stand zu Beginn der 1950er Jahre für 100 Prozent der Diamant- und Platinförderung, für 90 Prozent der Silberförderung, für 35 Prozent der Förderung von Nickel und Nichteisenmetallen, für ein Drittel der sowjetischen Goldförderung, für 50 Prozent aller Holzerträge und 50 Prozent der Kohlefördermenge. Die Uranförderung, die militär-strategische Bedeutung für den Bau der sowjetischen Atombombe besaß, stammte zu 100 Prozent aus dem Gulag und ihm angeschlossener Unternehmen wie Dalstroi. Der erste Kernreaktor der Sowjetunion bei Tscheljabinsk wurde von Gulag-Häftlingen errichtet.
Beim Bau von Wasserstraßen, Flusskraftwerken und bei anderen hydroenergetischen Großvorhaben zeigte sich die wirtschaftliche Bedeutung des Gulag ebenfalls. Beispielhaft ist der Wolga-Don-Kanal: Hier waren von 1948 bis 1953 mehr als 236.000 Gulag-Häftlinge im Einsatz, die allerdings auf einen weit größeren Maschinenpark zurückgreifen konnten als bei Vorkriegsprojekten. Vier Lagerkomplexe des WolgoDonStroi stellten das Sträflingsreservoir bereit. In den propagandistischen Darstellungen blieb die Zwangsarbeit der Gulag-Häftlinge jedoch vollkommen ausgespart. Auch bei der Errichtung des Kuibyschewer Stausees wurden Gulaghäftlinge herangezogen, die zum Kunejewski-Lager gehörten, in dem am 1. Januar 1953 nach offiziellen Angaben fast 46.000 Personen lebten. Das Lager Achtubinski stellte das Zwangsarbeitsreservoir zum Bau des Stalingrader Stausees, zu Jahresbeginn 1953 fasste es mehr als 29.000 Häftlinge.
Ein weiteres großes Einsatzgebiet von Gulag-Häftlingen nach dem Zweiten Weltkrieg stellte der Eisenbahnbau dar, insbesondere der Weiterbau der BAM. Die Polarkreiseisenbahn, die als Todesstrecke Berühmtheit erlangte, sowie die Bahnstrecke Selichino–Sachalin zählen ebenfalls dazu – beides unfertig gebliebene Großvorhaben.
In den Gulag flossen 1952 insgesamt neun Prozent aller Staatsinvestitionen. Hinter dieser schieren Größe verbargen sich aber auch Probleme: Die Verfügbarkeit und Mobilisierbarkeit von Zwangsarbeit übertünchten die Schwächen in der Arbeitsproduktivität und wirkten wie ein Narkotikum. Die Produktivität erreichte häufig nur 50 Prozent, gemessen an der von freien Arbeitskräften. Zwangsarbeit erschien dort nützlich, wo rohe und einfache Arbeiten ausgeführt wurden; waren hingegen Spezialkenntnisse und Engagement verlangt, stieß sie an Grenzen. Trotz der kriegsbedingten großen Bevölkerungsverluste der Sowjetunion fand die Gulag-Administration kein Mittel, die Arbeitskraft der Häftlinge schonend einzusetzen. Der alternde Stalin übte zudem mit der Befürwortung ökonomisch unsinniger Großvorhaben starken Druck aus; solche auf Zwangsarbeit beruhenden Prestigeprojekte schienen Stalins Wunsch entsprungen zu sein, sich noch zu Lebzeiten Denkmäler zu setzen. Alle Versuche, in der Häftlingsarbeit Anreizsysteme zu etablieren, scheiterten – nicht zuletzt, weil sie durch die sogenannte Tufta (Arbeit zum Schein beziehungsweise allgegenwärtiger und systematischer Normbetrug) unterlaufen wurden. Ein weiteres Kennzeichen der ökonomischen Krise war der enorm aufgeblähte Verwaltungsapparat des Gulag. Dieser Behörde gehörten zu Beginn der 1950er Jahre rund 300.000 Personen an, zwei Drittel als Wachpersonal, ein Drittel als technisches und Verwaltungspersonal. Im März 1953 lag die Zahl der Gulag-Mitarbeiter bei 445.000; 234.000 von ihnen arbeiteten als Wachen.
Zur ökonomischen Krise kamen Veränderungen innerhalb der Lagergesellschaft. Die seit den 1930er Jahren unangefochtene Herrschaft der Schwerkriminellen unter den Häftlingen wurde durch die neuen Gruppen herausgefordert, die nach dem Krieg in die Lager gelangten: ehemalige Soldaten der Roten Armee sowie ukrainische, baltische und polnische „Nationalisten“. Diese saßen ohne Entlassungsperspektive mit Haftstrafen bis zu 25 Jahren ein, betonten ihren Zusammenhalt und ließen sich darum nur schwer disziplinieren. Den Wachmannschaften und den Schwerkriminellen stand nun ein gefährlicher Gegner gegenüber: kriegs-, gewalt- und organisationserfahren. Die Behörden reagierten darauf von 1948 bis 1954/1957 mit der Einrichtung und dem Betrieb sogenannter Sonderlager des MWD (Ossobye lagerja). Hier galten ein härteres Haftregime, längere Arbeitszeiten und strengere Bewachungsvorschriften; die Unterbringung und Versorgung war durchweg schlechter, Besuche von Angehörigen waren verboten, Briefkontakte wurden stark eingeschränkt (ein bis zwei Briefe pro Jahr) beziehungsweise ganz untersagt. In den Sonderlagern saßen Anfang 1953 210.000 Menschen ein. Ruhe brachte diese Maßnahme nicht. Die Isolierung der renitenten „Politischen“ führte vielmehr zur Bildung regelrechter Widerstandsnester. Zwischen 1948 und 1952 kam es in Sonderlagern zu rund 30 Hungerstreiks, Demonstrationen, Streiks und Revolten – Vorboten der großen Aufstände nach Stalins Tod.

### Der Gulag nach Stalin

#### „Auflösung“ und Weiterbestehen in neuer Form
Formell wurde die Hauptverwaltung der Lager innerhalb des MWD kurz nach dem XX. Parteitag der KPdSU im Mai 1956 abgeschafft. Das bedeutete aber nicht das Ende der Lagerinstitutionen, sondern deren Reorganisation in neuer Form. Zunächst wurden die Einzellager, die nicht der Wirtschaft einverleibt waren, kurzzeitig vom Oktober 1956 bis April 1957 – wie Anfang der 1920er und 1930er Jahre – dem Justizwesen unterstellt. Einige Lagerkomplexe wie das an der Kolyma (Dalstroi) und WorkutLag wurden erst Anfang der 1960er Jahre geschlossen. Aus der Hauptverwaltung Lager (GULAG) wurde die Hauptverwaltung der Besserungsarbeitskolonien (GUITK) innerhalb des Justizministeriums der UdSSR. Anfang der 1960er Jahre wurde diese in Hauptverwaltung der Besserungseinrichtungen (GUITU) umbenannt und unterstand wieder dem MWD. Im Prinzip waren alle Nachfolgeorganisationen der Struktur nach dem alten Stalinschen Gulag-System verhaftet, im Lagerregime nur etwas milder. Das blieb so im Wesentlichen bis zum Zerfall der Sowjetunion 1991.

#### Aufstände
Bereits kurz nach Stalins Tod kam es im Sommer 1953 zu großen Aufständen im Gulag. Davon war von Ende Mai und bis Anfang August 1953 das GorLag, ein Sonderlager bei Norilsk, betroffen. Von Mitte Juni bis Anfang August erhoben sich die Häftlinge im Workuta-Sonderlager RetschLag (Aufstand von Workuta). In beiden Lagern übernahmen während dieser Rebellion Westukrainer, Polen und Balten die Führung der Aktionen. Obgleich Verhandlungen zwischen den Aufständischen und Vertretern Moskaus stattfanden, schlug die sowjetische Staatsmacht die Revolten schließlich nieder. Diese gewaltsame Befriedung führte im GorLag zu elf Toten, 14 schwer und 22 leicht Verletzten; in Workuta zählte man 64 Tote und 123 Verletzte.
Von Mitte Mai bis Ende Juni 1954 kam es im StepLag, einem weiteren Sonderlager, zum Kengir-Aufstand, der trotz Verhandlungen ebenfalls in einer gewaltsamen Niederschlagung endete. Die Bilanz der Toten lag hier bei 35 beziehungsweise 37, 106 verwundete Häftlinge kamen hinzu; 40 Soldaten erlitten Verletzungen. Auch in anderen Lagern kam es in dieser Zeit zu erheblichen Unruhen, beispielsweise im Kunejewski-Lager.
Als Auslöser der Aufstände gelten die Nachrichten über Stalins Tod am 5. März 1953, über den Aufstand vom 17. Juni 1953 in der DDR und über die Absetzung Berias (26. Juni 1953). Viele Häftlinge knüpften an diese Neuigkeiten die Hoffnung auf einen grundlegenden Wandel ihrer Lebenssituation.

#### Reformen, Amnestien und Rehabilitierung
Bereits unmittelbar nach dem Tod Stalins sorgte Beria für eine Umstrukturierung der Geheimpolizei. Er wies die Zuständigkeit für den Gulag dem sowjetischen Justizministerium zu. Große lagerindustrielle Komplexe wurden anderen Ministerien unterstellt, wie etwa denen für Forstwirtschaft, für Bergbau, für Straßenbau oder für die verarbeitende Industrie. Überdies ließ Beria mehr als 20 Großbauvorhaben einstellen, die auf Zwangsarbeit beruhten. Im Juni 1953 bekundete er seine Absicht, das gesamte System der Zwangsarbeit zu liquidieren, denn es sei wirtschaftlich ineffizient und perspektivlos. Die Zahl der Lager sank: Im März 1953 gehörten zum Gulag 175 Lager, im April war diese Zahl bereits auf die Hälfte gefallen. Ende 1953 lag sie bei 68.
Nicht nur die Zahl der Lager veränderte sich, sondern auch das Lagerregime. Am 10. Juli 1954 fasste das Zentralkomitee der KPdSU den Beschluss zur Wiedereinführung des Achtstundentages, die Vorschriften zum Tagesablauf in den Lagern wurden gelockert; die Häftlinge erhielten erneut die Möglichkeit, sich durch gute Arbeit für eine Haftverkürzung zu qualifizieren. Die Sonderlager wurden aufgelöst beziehungsweise in gewöhnliche Arbeitslager umgewandelt. Gefangene durften jetzt ohne Einschränkung Briefe schreiben und Päckchen empfangen. Auch die Heirat von Häftlingen wurde offiziell gestattet.
Nach der Geheimrede Chruschtschows auf dem XX. Parteitag der KPdSU am 25. Februar 1956, in der er stalinistische Verbrechen ansprach und die Entstalinisierung forcierte, fand die Gesamtverwaltung des Lagersystems ihr Ende: Bereits im Mai 1956 wurde das Führungsorgan des Gulag, die Hauptverwaltung Lager, offiziell aufgelöst. 1957 folgte die Liquidierung der Lagerkomplexe Dalstroi und Norilsk. Drei Jahre später, 1960, gab es in der Sowjetunion nur noch 26 Lager.
Am 27. März 1953, kaum drei Wochen nach Stalins Tod, wurden 1 bis 1,2 Millionen der 2,5 Millionen Gulag-Häftlinge amnestiert. Diese Amnestie betraf alle Insassen, die wegen amtlicher und wirtschaftlicher Kriminaldelikte eine Haft bis zu fünf Jahren verbüßten sowie Schwangere, Frauen mit kleinen Kindern, Minderjährige, Ältere und Schwerkranke. Nicht amnestiert wurden diejenigen, die als „Konterrevolutionäre“ galten.
Die Entlassungswelle in den Wochen nach dem 27. März 1953 verlief überstürzt und chaotisch: Aufgrund der mangelnden Planung, Vorbereitung und Steuerung kam es vielfach zu Übergriffen, Ausschweifungen, Plünderungen, Massenvergewaltigungen, Morden und gewalttätigen Auseinandersetzungen mit den Ordnungskräften. Der Abtransport von den Haftorten verlief aufgrund der mangelnden Transportlogistik nur schleppend. Viele Ex-Häftlinge wurden mit bürokratischen Schikanen überzogen, oft bereits am Ort ihrer Haft selbst, um auf diese Weise ihren Wegzug zu behindern. Ein Teil der Amnestierten verblieb darum an Ort und Stelle, diese Menschen lebten nun als „Freie“ nahe ihrer Haftstätte. Weitgehend mittellos und ohne Unterstützung von Familie oder Freunden sahen sie andernorts für sich kaum Perspektiven. Die überraschende Amnestie und ihre chaotischen Begleiterscheinungen riefen in der sowjetischen Bevölkerung Angst und Unruhe hervor.
Auch nach Berias Ende hielt die Amnestiewelle an. Von Anfang 1954 bis Anfang 1956 wurden 75 Prozent der noch einsitzenden politischen Häftlinge entlassen. Bis zum 1. Januar 1960 sank der Anteil der aus politischen Gründen Inhaftierten an der Lagerbevölkerung auf 1,6 Prozent.
Wer amnestiert wurde, war nicht automatisch rehabilitiert. Um ihren Ruf wiederherzustellen, mussten sich der ehemalige Häftling oder seine Familienmitglieder bürokratischen Prozeduren unterziehen. Die entsprechenden Anträge wurden sehr häufig abschlägig beschieden. Auch erfolgreiche Rehabilitierungsanträge waren in jedem Fall Geheimsache und nie mit einer öffentlichen Entschuldigung des Staates verbunden. Von März 1953 bis Februar 1956 rehabilitierten die sowjetischen Behörden etwa 7.000 Personen. Erst die „Geheimrede“ Chruschtschows leitete einen Wandel ein: Bis Ende 1956 wurden nun insgesamt 617.000 Menschen rehabilitiert. Trotz dieser absoluten Zahl blieben Rehabilitierungen die Ausnahme. So fassten die sogenannten Revisionskommissionen, die unmittelbar nach dem XX. Parteitag ins Leben gerufen worden waren und direkt in den Gulag-Lagern tätig wurden, bis zum 1. Oktober 1956 nur für vier Prozent aller geprüften Fälle einen Rehabilitierungsbeschluss, bezogen auf alle Entlassenen waren dies 6,4 Prozent.
Die Revisionskommissionen bewegten sich in einem widersprüchlichen Kräftefeld. Während Chruschtschow die Rehabilitierungspraxis vorantreiben wollte, bremste die einen Kompetenzverlust fürchtende Staatsanwaltschaft. Die Zentrale der KPdSU behielt sich ihrerseits vor, Urteile der Kommissionen zu revidieren. Den Kommissionen blieben zur Prüfung jedes Einzelfalls oft nur wenige Minuten. Allein das Anfordern alter Untersuchungsakten war langwierig und kompliziert und konnte wochenlang andauern. Viele ehemalige Häftlinge zogen es darum vor, auf eine Rehabilitierung zu verzichten und sich mit der bloßen Amnestie zu begnügen. Zum Kompetenzgerangel und den bürokratischen Hürden gesellte sich 1956 die Unsicherheit der politischen Führung nach dem Posener Aufstand und dem Ungarischen Volksaufstand. Entlassenen in dieser Lage entgegenzukommen, schien immer weniger opportun. Das Tempo der Rehabilitierungen nahm merklich ab, bis diese so gut wie vollständig zum Erliegen kamen: Nur 24 Personen wurden zwischen 1964 und 1987 rehabilitiert.
Als Haftentschädigung gewährten die sowjetischen Behörden den Rehabilitierten oft nicht mehr als zwei Durchschnittsmonatslöhne in Höhe des Verdienstes vor der Festnahme. Trotz anderslautender Bekundungen blieben die Ex-Häftlinge bei der Wohnung- und Arbeitssuche benachteiligt. Auch in anderen Bereichen gab es Einschränkungen: So blieben deportierte Bauern ganz ohne Anerkennung ihrer Unschuld. Konfisziertes Eigentum wurde Rehabilitierten nicht erstattet. Die Wolgadeutsche Republik wurde nicht wieder hergestellt, die Krimtataren durften nicht in ihre Heimat zurückkehren.
Zu einem grundsätzlichen Wandel kam es erst gegen Ende der Sowjetunion. Am 16. Januar 1989 hob ein Ukas des Präsidiums des Obersten Sowjets alle außergerichtlichen Urteile der 1930er und vom Beginn der 1950er Jahre auf, zugleich erklärte er alle Personen, die nach solchen Urteilen bestraft worden waren, für rehabilitiert. Politisch ging der Ukas des Präsidenten der UdSSR „über die Wiederherstellung der Rechte aller Opfer politischer Repressionen in den 1920er bis 1950er Jahren“ vom 13. August 1990 noch weiter. Alle Repressionen, die aus politischen, nationalen, religiösen und sozialen Gründen begangen worden waren, wurden in diesem Schriftstück zum ersten Mal als ungesetzlich bezeichnet. Es klassifizierte die Repressionen als verbrecherisch und als einen Verstoß gegen die Normen der Zivilisation. Auch die Opfer der Kollektivierung sprach der Ukas an, ebenso die Verfolgung des Klerus sowie die Inkonsequenzen des Rehabilitierungsprozesses nach dem XX. Parteitag.
Am 18. Oktober 1991, wenige Wochen vor der Auflösung der UdSSR, regelte das Gesetz „Über die Rehabilitierung der Opfer der politischen Repression“ – es wurde von der Russischen Föderation übernommen – das zukünftige Verständnis und Vorgehen: Alle Opfer politischer Verfolgung seit der Oktoberrevolution von 1917 waren angesprochen. Die UdSSR wurde als totalitärer Staat bezeichnet, der staatliche Terror verurteilt, den Opfern und Angehörigen Mitgefühl ausgedrückt. Das Gesetz legte fest, dass politisch Verfolgte, von außergerichtlichen Organen Verurteilte, Verbannte, Sondersiedler, Zwangsarbeiter, deportierte Völker, verbannte Familienmitglieder und andere Angehörige zu rehabilitieren wären. Zudem klärte es, wie entsprechende Gesuche zu beantragen und zu bearbeiten seien. Ferner regelte es Entschädigungszahlungen sowie Privilegien für die Opfer, die den Nahverkehr, Mieten und die medizinische Versorgung betrafen. Ende 2001 waren in Russland 4,5 Millionen politische Gefangene rehabilitiert.

#### Dissidenten
Politische Repressionen kennzeichneten auch die post- beziehungsweise neostalinistische Sowjetunion der Breschnew-Ära. Allerdings waren Art und Umfang nicht mit der Unterdrückung vergleichbar, die in den Jahrzehnten zuvor Alltag war. Die Zahl der politisch Verfolgten lag in der UdSSR von 1957 bis 1987 zwischen 8.000 und 20.000. 1975 schätze Amnesty International die Zahl der inhaftierten Dissidenten auf 10.000 bei einer Million Strafgefangenen in der UdSSR insgesamt. Zu diesem Kreis zählten unter anderem Personen, die mit dem Ungarnaufstand sympathisiert hatten, Juden, denen die Ausreise nach Israel verweigert worden war, Baptisten, Mitglieder religiöser Sondergruppen, politisch unangepasste Kinder und Verwandte von „Volksfeinden“ sowie viele Intellektuelle.
Spezielle Lager für die politischen Häftlinge der nachstalinistischen Ära stellten das Lager Perm 36 sowie das DubrawLag in Mordwinien dar. In den 1970er Jahren übernahm die Haftanstalt Wladimir eine solche Funktion. Gelegentlich starben Gefangene an den Haftbedingungen und an Hungerstreiks, mit denen sie sich gegen die Haft auflehnten. Die gezielte Psychiatrisierung von Dissidenten führte dazu, dass Psychiatrien zur Inhaftierung von politischen Gefangenen missbraucht wurden, beispielsweise das Serbski-Institut in Moskau. Michail Gorbatschow beendete derartige Praktiken und kündigte Ende 1986 eine Generalamnestie für alle politischen Gefangenen in der UdSSR an.

## Lagerwelt und Gruppen

### Zugänge

#### Verhaftung, Ermittlung, Urteil

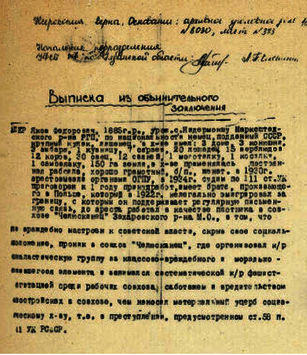
1929 wurde Jakow Fridrichowitsch Maier (1885–1943) Opfer der Entkulakisierung. Sein gesamter Besitz wurde konfisziert, ihm wurde das Wahlrecht entzogen. 1930 erfolgte die Ausweisung aus seinem Dorf. 1934 wurde er zu Zwangsarbeit verurteilt. 1935 entstand die abgebildete Anklageschrift gegen ihn, er wurde zu zehn Jahren Lagerhaft wegen angeblicher Spionage und konterrevolutionärer Tätigkeit verurteilt. Rechtsbasis war Artikel 58 des Strafgesetzbuches der RSFSR. 1943 starb Maier im Gulag.

Der Weg in das Lager begann mit der Verhaftung. Wenn es sich nicht um gewöhnliche Kriminelle handelte, hing die Verhaftung von den politischen Konjunkturen in der Geschichte der Sowjetunion ab, in der Repressionskampagnen mehrfach befohlen wurden. Es konnte Angehörige sozialer Klassen und Schichten treffen, die als historisch überlebt galten, beispielsweise Händler, frühere Unternehmer oder Adelige. Auch „sozial schädliche und deklassierte Elemente“ – so lautete der Behördenterminus für Menschen, die als unerwünscht, sozial abgestiegen oder entwurzelt galten – wurden zum Ziel von Verhaftungskampagnen. Als „Kulaken“ angefeindete Bauern gerieten während der 1930er Jahre in den Blick der Behörden. Auch Angehörige von Diaspora-Nationen waren Opfer von Verhaftungswellen, insbesondere während des Großen Terrors 1937 und 1938. Die Titulierung als „Klassenfeind“ oder „Volksfeind“ konnte ebenfalls einen Vorwand für die Inhaftierung liefern, auch der Angehörigen (→Sippenhaft im Großen Terror). Verstöße gegen die strengen Regeln zur Anwesenheit am Arbeitsplatz lösten ebenfalls Festnahmen aus. Das Gleiche galt für Zuwiderhandlungen gegen die repressiven Anti-Diebstahls-Regelungen, insbesondere in Hungerzeiten. Unterstellter Landesverrat traf überwiegend Soldaten der Roten Armee, die in deutsche Kriegsgefangenschaft geraten waren. In Phasen von Massenrepressionen reichte oft eine Denunziation oder Unterstellung für die Verhaftung.
Auf die Verhaftung folgten in einem Gefängnis regelhaft die Feststellung der Personalien, die Anfertigung von Fotos des Verhafteten für die Akten, die Abnahme von Fingerabdrücken, Duschen, Desinfektion, Körperhaarentfernung und Leibesvisitationen – Letztere häufig mehrfach und in entwürdigender Weise.
Je nach Standort und Situation kamen die Verhafteten in eine Einzel- oder Sammelzelle. Einzelhaft konnte Arrest in einer Stehzelle ohne Möglichkeit zum Sitzen oder Liegen bedeuten. Sammelzellen waren hingegen häufig überfüllt, mit Spitzeln durchsetzt und mitunter von Kriminellen dominiert, was das Entstehen von Solidarität deutlich erschwerte.
In Verhören konfrontierten die Ermittler die Verhafteten oft mit teils absurden Vorwürfen und forderten zu Geständnissen oder zur Mitarbeit bei den Ermittlungen auf, das heißt zur Denunziation von Bekannten. Psychische oder körperliche Folter war gängig. Verhörprotokolle waren in der Regel durchsetzt mit Falschangaben, wenn nicht gar vollständig fiktiv.
Mit oder ohne Geständnis – die vom Untersuchungsführer verfasste Anklageerhebung ließ sich dieser von seinem Dienstvorgesetzten genehmigen. Anschließend ging sie an die urteilenden Instanzen. Das konnten Gebietsgerichte, Volksgerichte, „Sonder-Beratungen“, „Kollegien“ oder Militärtribunale sein. Öffentlich geführte Gerichtsverhandlungen übernahmen die Funktion von Schauprozessen. Zu Hunderttausenden wurden die Beschuldigten im Geheimen durch außergerichtliche Organe verurteilt, vor allem durch Troikas und Dwoikas der 1930er Jahre.
Ein gängiges Vehikel für die Verurteilung von Angeklagten war seit 1927 Artikel 58 des Strafgesetzbuches der RSFSR. Auf Basis seiner vagen Bestimmungen wurden Delinquenten wegen „konterrevolutionärer“ Vergehen, „Schädlingstätigkeit“ oder auch wegen „Sabotage“ und „Spionage“ verurteilt.

#### Weg ins Lager
Das Haupttransportmittel, um Gefangene in Transitlager, zu ihren endgültigen Haftorten oder in andere Lager zu verbringen, waren einfache Vieh- oder „Stolypin-Waggons“. Die Überfüllung der Waggons ließ dem Einzelnen kaum Raum. Die Transportierten litten während der teils wochenlangen Fahrten häufig unter einem gravierenden Mangel an Nahrungsmitteln und Wasser. Unzureichende hygienische Bedingungen und Mangelernährung führten zu Krankheiten wie Ruhr, Typhus, Krätze oder Skorbut. Im Sommer konnte es stickig und heiß werden, im Winter herrschte in den kaum oder nicht beheizten Waggons eisige Kälte. Diebstähle, Unterschlagungen, Raub, Brutalität der Wachmannschaften, körperliche Gewalt bis hin zu Vergewaltigungen und Morden gehörten zum Beförderungsalltag.
Nicht allein Eisenbahnen versorgten den Gulag mit Häftlingen. Insbesondere Ziele im hohen Norden, in Sibirien oder im russischen Fernen Osten ließen sich nur per Kahn, Binnen- oder Küstenmotorschiff erreichen. Die Gefangenen wurden zu diesem Zweck tage- oder wochenlang in die Frachträume gepfercht. Das letzte Stück des Weges in das zugewiesene Lager erfolgte häufig zu Fuß. Dabei waren gelegentlich Märsche von über 100 Kilometern zurückzulegen.
Die Transporte endeten für viele Gefangene tödlich. Im ersten Jahr der Herrschaft Bersins über die Kolyma-Region (1932) erreichten von den rund 16.000 Gefangenen, die nach Magadan transportiert wurden, nur etwa 9.900 Menschen ihren Bestimmungsort. Im Zweiten Weltkrieg sollen allein bei der Deportation der Tschetschenen 78.000 Menschen während des Transports gestorben sein.

#### Transit- und Verteilstationen
In der Regel wurde der Weg zur Haftstätte durch Aufenthalte in Transitgefängnissen oder -lagern unterbrochen. Diese Einrichtungen waren „Kreuzungen und Weichen der Transportwege, über die die Moskauer Lagerhauptverwaltung die Häftlingsströme in die verschiedenen Lager regulierte“. Die Bedingungen waren dort kaum besser als in den Zügen oder in den Untersuchungsgefängnissen. Auch hier prägten drangvolle Enge, Ungezieferplagen, Krankheiten, Versorgungsmängel sowie erniedrigende Desinfektions- und Reinigungsprozeduren das Bild.
Innerhalb eines lagerindustriellen Komplexes gab es Verteilstationen, die der Erstaufnahme und Weiterverteilung von Neuankömmlingen dienten.

#### Ankunft
Wenn das vorgesehene Lager noch nicht vorhanden war, hatten die Neuankömmlinge es selbst zu errichten. Bevor Baracken standen, mussten die Häftlinge mit primitiven Erdhütten, provisorischen Zelten oder Planen vorliebnehmen. Existierte ein Lager, hatten die neuen Häftlinge sich zunächst einem Zählappell zu unterziehen. Nach einer Dusche und einer Desinfektionsprozedur folgte die Ausstattung mit Häftlingskleidung, sofern am Ort derartige Textilien zur Verfügung standen. Der entscheidende Vorgang bestand jedoch in der Selektion der einzelnen Neuankömmlinge, um sie gemäß der Arbeitskategorien einzuteilen: leichte Arbeiten, mittelschwere und schwere Arbeiten. Die Entscheidung war abhängig von der sozialen Herkunft des Gefangenen sowie seiner aktuellen körperlichen Verfassung. Neue Häftlinge konnten zugewiesene schwere Arbeiten vermeiden, sofern es ihnen gelang, Kontakte zu Häftlingen oder Lagerpersonal mit Beziehungen (blat) anzuknüpfen.

### Lagerexistenz

#### Lagerzone

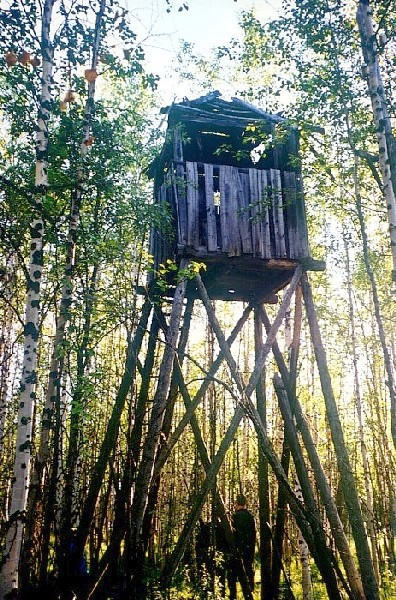
Ein Wachturm eines Lagers für den Bau der Polarkreiseisenbahn, an der Einmündung der Unteren Tunguska in den Jenissei (65° 51′ N, 88° 04′ O)

1939 und 1947 regelten Befehle des NKWD beziehungsweise der Nachfolgeorganisation MWD, wie ein Lager des Gulag anzulegen war: Der Weg zur Arbeitsstätte sollte kurz, der Weg zu Wohnorten nicht-inhaftierter Personen hingegen möglichst weit sein. Oberflächenwasser sollte gut abfließen können. Der Zugang zu Trinkwasser war zu gewährleisten. Die äußere Form des Lagerterritoriums sollte einem Rechteck oder einem Quadrat gleichen. Zur Abgrenzung des Haftortes diente Stacheldraht, in Städten sollten dafür blickdichte Bretterzäune oder Mauern verwendet werden. An der äußeren Umgrenzung, aber außerhalb des Lagers, sollten Wachtürme stehen. Der Zugang zum Lager verlief durch ein zentrales Tor (bei größeren Lagern auch mehrere), das von Wachgebäuden gesichert wurde. In manchen Lagern setzte das Wachpersonal an der Zaunaußenseite Wachhunde ein. Mancherorts diente ein Kontrollstreifen (geharkte Erde oder unberührter Schnee) vor dem Zaun dazu, Fußspuren von Flüchtigen anzuzeigen. Innerhalb der Lagerzone wurde auf Geschlechtertrennung geachtet. Dazu dienten in der Regel Stacheldraht- oder Bretterzäune. Den Gefangenen war nach der Arbeit und vor dem Abendappell innerhalb der Lagerzone Bewegungsfreiheit eingeräumt.

#### Lagerregime
Zentrale Vorgaben der Gulag-Hauptverwaltung regelten 1939 und 1947 ebenfalls den Rahmen des Haftregimes. Den typischen Tag des Häftlings prägten die festgelegte Weck-Zeit, der Morgenappell, der bewachte Marsch in der Kolonne zur Arbeit, Zwangsarbeit, die Reinhaltung der Unterkunft, die Essensausgabe, der Abendappell und die Nachtruhe. Konkrete Ausführungspraktiken dieser Vorgaben waren von örtlichen oder von Produktionsbedingungen abhängig. Die Lagerleitung gewährte nur selten freie Tage; der Erste Mai konnte ebenso wie der Jahrestag der Oktoberrevolution (7. November) arbeitsfrei sein, wenn der Bevölkerung der Anblick von „Volksfeinden“ und „Vaterlandsverrätern“ erspart bleiben sollte. Auch gefährliche Sand- oder Schneestürme sowie extreme Minusgrade konnten zur tageweisen Unterbrechung der Zwangsarbeit führen. Das Lagerpersonal forderte vom Häftling grundsätzlich Gehorsam, höchsten Arbeitseinsatz sowie die strikte Beachtung der Lager- und Bewegungsvorschriften.

#### Strafen
Zuwiderhandlungen gegen die Bestimmungen im Gulag oder Willkürentscheidungen des Wachpersonals konnten drakonische Bestrafungen der Gefangenen nach sich ziehen. In vielen Lagern standen als „Gefängnis im Gefängnis“ besonders abgeriegelte Gebäude zur Verfügung: die Strafisolatoren (russisch Штрафные изоляторы; schtrafnye isoljatory). Die Zellen dieser robusten Gebäude schränkten die Bewegungsfreiheit des Häftlings noch weiter ein, die Versorgung war noch schlechter als jene auf dem gewöhnlichen Lagerterrain. Neben der Bestrafung dienten diese Einrichtungen auch zur Abschreckung: Jedem Häftling sollte deutlich werden, was ihn erwartete, wenn er den Befehlen des Personals nicht folgte. Selbst wenn die konkrete Behandlung in den besonderen Arrestgebäuden nicht prognostizierbar war: Äußerste Brutalität gehörte zu ihren Kennzeichen. In großen Lagerkomplexen gab es ganze Lager, die die Funktion eines Isolators übernahmen, zum Beispiel war im Dalstroi dafür die Serpantinka berüchtigt.
Anlass für die Einweisung in Isolatoren gaben Arbeitsverweigerungen, der Verlust von Ausrüstungsgegenständen, Trinkgelage, unerlaubte geschlechtliche Kontakte, Diebstähle, Kartenspiele, sogenanntes Rowdytum, Selbstverstümmelungen und weitere Verfehlungen. Die Lagerverwaltung setzte auch andere Strafen ein, beispielsweise das Verbot des Brief- und Paketverkehrs oder die Revision von zugesagten Haftverkürzungen. Auch Todesstrafen waren nach einem erneuten Prozess mit Urteil möglich.

#### Arbeit und Tufta
Die Arbeit mochte für den einzelnen Häftling eintönig sein. Über alle Lager hinweg war sie jedoch ein Abbild der sowjetischen Ökonomie und somit vielfältig. Zwangsarbeit fand in allen Wirtschaftssektoren statt: in der Landwirtschaft, in der Industrie und im Dienstleistungsbereich. Auch ein einzelner, zu langer Haftzeit verurteilter Lagerinsasse konnte im Lauf seiner Haftjahre die unterschiedlichsten Tätigkeiten ausüben.
Häftlinge fürchteten die kräftezehrende allgemeine Arbeit, für die keine besonderen Qualifikationen notwendig waren. Diese allgemeine Arbeit war im Gulag am weitesten verbreitet. Sehr häufig führte ein Brigadier, eine Art Vorarbeiter unter den Häftlingen, über sie Regie. Er wurde für die Erbringung der Arbeitsnorm verantwortlich gemacht. Derartige Normen erzeugten einen erheblichen Gruppendruck.
Die zentralen und lokalen Gulagverwaltungen sahen in unwirtlichen Witterungsbedingungen keinen zwingenden Grund für die Unterbrechung, die Einschränkung oder den Verzicht auf Zwangsarbeit. Im Winter 1938/1939 musste das Thermometer an der Kolyma schon 60 Minusgrade anzeigen, bevor die Häftlinge ins Lager zurückgerufen wurden. Für die jeweiligen Arbeiten stand nur in seltenen Fällen angemessene Arbeitskleidung zur Verfügung. Das Fehlen von technischen Hilfsmitteln und Geräten, die allgemeine Desorganisation und die Entkräftung der Häftlinge führten zu vielen Arbeitsunfällen. Es mangelte jedoch nicht nur an Maschinen und Werkzeugen, sondern ebenfalls an technischem Personal und Ingenieuren.
Der Gulag konnte auch ein Ort wissenschaftlicher Forschung werden. Derartige Lager hießen im Häftlingsjargon Scharaschka, ein Wort aus dem Rotwelschen für Pfuscharbeit. Zu den Häftlingen, die in einer derartigen Einrichtung Zwangsarbeit leisteten, gehörten zum Beispiel Andrei Tupolew, Walentin Gluschko, Sergei Koroljow, Lew Kopelew, Juri Rumer oder Alexander Solschenizyn.
Viele nicht-kriminelle Gefangene betrachteten Arbeit als eine Form der Sinngebung und legten darum Wert auf Gründlichkeit und Zielerreichung. Wo durch gute Arbeit Hafterleichterungen in Aussicht standen, gab es Anreize für die in der gesamten Sowjetökonomie immer wieder kampagnenartig auftretende „Stoßarbeit“. Stoßarbeitern wurden beispielsweise deutlich bessere Verpflegungsnormen versprochen.
Zur Arbeit gehörte ihr Gegenstück: Tufta – Arbeit zum Schein. Sie ist jedoch keine Besonderheit des Gulag, sondern durchdrang alle Bereiche der planwirtschaftlichen Ökonomie. In den Statistiken drückte sie sich als ergebnisverzerrende Bilanzfälschung aus. In vieler Hinsicht war Tufta im Gulag lebensnotwendig, denn wer mit den Normen nicht mithalten konnte, versuchte Kraft zum Überleben zurückzuhalten.

#### Sinn, Selbstachtung, Stärkung
Neben der Sinngebung durch Arbeit entwickelten und nutzten Häftlinge auch andere Strategien, um ihre Selbstachtung und Würde zu wahren und sich mental zu stärken. Hierzu konnten in schmutzstarrenden Baracken hohe Ansprüche an die eigene Sauberkeit und Hygiene dienen, das Anknüpfen und Pflegen von Freundschaften, das Ausüben künstlerischer und kunsthandwerklicher Tätigkeiten, Naturbeobachtungen, der Genuss von Konzert- oder Theateraufführungen im Lager, oft heimlich ausgeübte religiöse Zeremonien oder geistige Tätigkeiten wie das Erzählen von Geschichten und das Nacherzählen von Romanen, das Rezitieren von Gedichten, das Lernen von Fremdsprachen oder das Singen von Liedern.
Eine Reihe von Insassen stärkte ihren Durchhaltewillen auch durch die Gedanken an Familienangehörige, ebenso durch den Willen, die eigene Rehabilitierung nach der Haft durchzusetzen oder der Mitwelt nach der Freilassung das Erlebte kundzutun.

#### Kultur und Propaganda

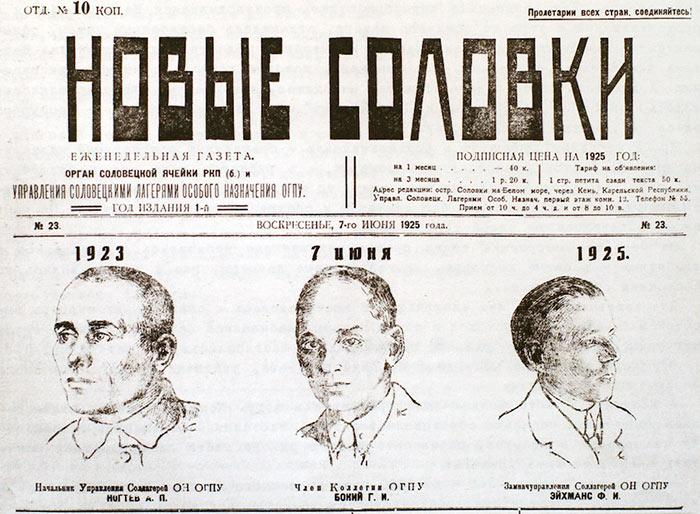
Lagerzeitung „Neue Solowki“ mit Porträtzeichnungen der Leiter der Verwaltung der Solowezki-Lager zur besonderen Verwendung (SLON) bzw. der OGPU; v. l. n. r. Alexander Nogtew, Gleb Boki, Fjodor Eichmans (1925)

Eine besondere Abteilung des Gulag übernahm die Verantwortung für kulturelle Aktivitäten in den Lagern: die Kulturno-Wospitatelnaja Tschast („Abteilung für Kultur und Erziehung“). Ihr oblag es, dafür zu sorgen, dass Aufführungen (Konzerte, Theater, Filme) stattfanden. Ferner kümmerte sie sich um Vortragsveranstaltungen, die oft nichts weiter als politische Propaganda beinhalteten. Sie organisierte auch Schachwettbewerbe und Fußballspiele. Auch Lagerbibliotheken sollten zur Hebung des kulturellen Niveaus beitragen, sie waren in der Regel jedoch nur dürftig ausgestattet. Formal beanspruchte die Kulturarbeit, zur „Resozialisierung“ sowie zur Mobilisierung der Arbeitskraft beizutragen. In der Realität dienten viele Musik- und Theateraufführungen allerdings der Zerstreuung und Unterhaltung des Lagerpersonals. Häftlinge ihrerseits werteten die Veranstaltungen oftmals als „Zuckerbrot“ oder „Leibeigenentheater“. Für Künstler konnte die Beauftragung mit propagandistischen, künstlerischen oder schauspielerischen Tätigkeiten die Rettung vor beschwerlicher allgemeiner Arbeit bedeuten. Insofern nutzte es ihnen, dass die Leiter großer Lagerkomplexe darum wetteiferten, ein gefälliges Kulturprogramm vorweisen zu können. In den Lagern wurde Kunst nicht bloß vorgetragen. Vereinzelt gab es auch Situationen, in denen offiziell zur Produktion von Lagerkunst aufgerufen wurde, dies betraf Musik, Literatur, Poesie und Malerei.
In den 1920er und 1930er Jahren erhoben Lagerzeitungen, beispielsweise im SLON und im BelBaltLag, den Anspruch, an der Umschmiedung der Häftlinge mitzuwirken. Zwischen Theorie und Realität klaffte jedoch eine große Lücke. Die Presse innerhalb der Lager wurde in Themenwahl und Gestaltung immer uniformer. Häufig war sie kaum mehr als eine Rechtfertigung des sowjetischen Strafvollzuges, ein Mittel zur beabsichtigten Hebung der Arbeitsmoral und ein Medium, das Umerziehungsideale und -beispiele sowie die Werte der Sowjetgesellschaft propagierte.

#### Kontakt zur Außenwelt
Die Behörden grenzten den Gulag keineswegs überall und in jeder Hinsicht scharf von der Außenwelt ab. Im KarLag arbeiteten Gruppen von Gefangenen regelmäßig unbewacht außerhalb einer umzäunten Zone. Häufig kam es vor, dass freie Arbeiter und Zwangsarbeiter an ein und demselben Arbeitsort tätig waren, etwa auf einer Großbaustelle. Freie und vor Ort lebende ehemalige Häftlinge halfen im Gulag internierten Personen des Öfteren durch Post- und Paketschmuggel, Kontakte zur Außenwelt aufrechtzuerhalten. Die Lagerverwaltung schränkte den Briefverkehr ein, verbot ihn aber nicht grundsätzlich. Allerdings war Papier Mangelware und die Häftlinge mussten die Briefzensur und lange Laufzeiten in Kauf nehmen. Die Versorgung der Häftlinge mit Paketen von Angehörigen und Bekannten half, die Situation im Lager zu verbessern, selbst wenn Paketinhalte vom Lagerpersonal unterschlagen wurden. Die Gulag-Verwaltung schätzte für das Jahr 1949 die Zahl der Pakete auf elf Millionen.
Auch Besuche nächster Angehöriger waren nach Genehmigung durch die Lagerleitung möglich. Es gab jedoch auch illegale Besuche.
Je nach konkreten Umständen konnten sich Dutzende, Hunderte oder sogar Tausende von Lager-Häftlingen zu bestimmten Zeiten und auf bestimmten Routen als Freigänger (zazonniki) außerhalb des Lagers bewegen. Wieder andere Häftlinge durften sich dort nicht frei bewegen, ihnen war allerdings die Übernachtung außerhalb des Lagers gestattet. Selbst das Zusammenleben mit der eigenen Familie konnte genehmigt werden.
Aus Gulag-Häftlingen zusammengesetzte Orchester traten mitunter vor der Zivilbevölkerung auf. Einzelne inhaftierte Künstler nahmen darüber hinaus Aufgaben im Zivilleben wahr, beispielsweise führten sie Regie an örtlichen Theatern, leiteten Musik- beziehungsweise Kunstzirkel oder gaben Unterricht in Musikschulen. Dergleichen blieb aber die Ausnahme.

#### Ernährung, Hunger und Krankheiten
„Hunger war der Lebensmodus der Häftlinge“ – das traf nicht nur für die Weltkriegsjahre zu, in denen Hunger und Epidemien das ganze Land erfassten. Viele Häftlingserinnerungen thematisieren die Brotrationen. „In den am schlechtesten versorgten Lagern und in den Hungerjahren wurde Brot geradezu ein geheiligter Gegenstand.“ Eine weitere Basis der Häftlingsnahrung bestand in der Balanda – eine wässrige Suppe mit minderwertigen Inhalten. Fleisch, frisches Gemüse, Fett und Zucker blieben selten. Die in der Regel dürftige Häftlingsversorgung mit Lebensmitteln litt darüber hinaus unter Diebstählen und Unterschlagungen. Auch vor diesem Hintergrund waren Arbeitsplätze in der Küche begehrt.
Aufgrund der Ernährungs- und Hygienelage, der Witterungsbedingungen und der auszehrenden Arbeit traten regelmäßig Krankheiten und Mangelerscheinungen wie Typhus, Ruhr, Skorbut, Pellagra, Krätze und Nachtblindheit auf. Bei tiefen Temperaturen kamen Erkältungen, Bronchitis und Erfrierungen hinzu. Gleißendes Licht in Schnee und Eis konnte zu Schneeblindheit und dauerhafter Blindheit führen. In südlich gelegenen Lagern fürchteten Gefangene die Malaria.
Trotz der unzureichenden Ausstattung mit medizinischen Geräten und Medikamenten empfanden Gulag-Häftlinge den Aufenthalt in einer Krankenbaracke als Wohltat. Ärzte entschieden, wann ein Häftling als gesund galt und erneut Zwangsarbeit verrichten musste. Die Mehrheit des medizinischen Personals gehörte selbst zu den Verurteilten. Die Stellung eines Lagerarztes oder Feldschers bedeutete Beschäftigung an einem trockenen und vergleichsweise warmen Ort. Weil Häftlinge vom ärztlichen Urteil abhingen, ergaben sich auch hier Möglichkeiten der Korruption. Wer in den Augen der Lagerleitung als Arzt gegenüber Häftlingen allerdings einen zu nachgiebigen Eindruck machte, gefährdete seine Stellung.

#### Sterblichkeit und Sterben
Häftlinge waren „in unterschiedlichem Grad hungrig, erschöpft, übermüdet, dehydriert, widrigen Witterungsbedingungen ausgesetzt, ausgemergelt, krank“. Diese Lebensumstände zogen eine hohe Sterblichkeit nach sich. Zum einen hing diese vom Ort des Lagers ab. Im landwirtschaftlich geprägten KarLag war die Überlebenschance bis zu fünfzehnmal höher als in den härtesten Lagern der Kolyma. Zum anderen veränderte sich die Todesrate stark mit den jeweiligen historischen Zeitpunkten. So schnellte sie beispielsweise im Zweiten Weltkrieg auf 20 bis 25 Prozent hoch. Konservative Berechnungen schätzen, dass von 1929 bis 1953 die Gesamtzahl der Toten allein in den Lagern und in der Verbannung bei mehr als 2,7 Millionen liegt. Die Toten wurden häufig in Massengräbern oder anonymen Grabstellen bestattet.

#### Flucht
Fluchtversuche aus Verbannungsregionen und Lagern waren ein verbreitetes Phänomen. Nach Behördenangaben entwich in den 1930er Jahren zirka ein Drittel aller deportierten „Kulaken“ aus den Verbannungsregionen, also rund 600.000 Personen. Die Gulag-Statistik verzeichnete im Jahr 1933 über 45.000 Fluchtversuche aus Lagern, nur gut 28.000 Personen konnten wieder gefasst werden. 1947 sprach die Statistik von 10.440 Gefangenen, die flohen, 2894 von ihnen wurden gefasst. Für 1948 sind noch 8964 Fluchten registriert, diese Zahl sank in der Folgezeit. 1950 lag sie bei 3532, 1952 schließlich bei 1454. Nach Stalins Tod stieg 1953 die Zahl der Ausbrüche auf 2367, um 1954 auf 1634 zu fallen. Nur jede achte bis neunte Flucht war damals erfolgreich.
Die sowjetischen Behörden versuchten stets, Fluchtversuche zu erschweren. Insbesondere Zäune, Wachen und Hunde sollten das Lager gegen Ausbruchsversuche sichern. Das lagerinterne System von Spitzeln diente ebenfalls dazu. Auch die Abgeschiedenheit und die menschenfeindlichen Bedingungen der natürlichen Umwelt schränkten die Erfolgswahrscheinlichkeit von Fluchtversuchen ein. Von der ortsansässigen Bevölkerung durften sich Entlaufene wenig Unterstützung versprechen, denn Fluchthilfe war streng verboten. Wer bei der Flucht aufgegriffen wurde, den erwarteten harte Strafen bis hin zur Erschießung.

### Soziale Gruppen

#### Frauen
Der Frauenanteil schwankte über die Jahre und lag zwischen 6 und 38 Prozent. Im Zweiten Weltkrieg nahm er zu, weil die Behörden männliche Häftlinge an die Front schickten und weil Verstöße gegen die Regeln zur Anwesenheit am Arbeitsplatz streng geahndet wurden. 1945 lag der Frauenanteil darum bei 30 Prozent. Bis 1948 sank er und lag bei 22 Prozent, 1952 betrug er noch 17 Prozent.
Frauen machten im sowjetischen Zwangsarbeitssystem geschlechtsspezifische Erfahrungen. Häufig litten sie unter den prekären hygienischen Verhältnissen stärker als männliche Gefangene. Überdies wurden sie zu Opfern sexueller Demütigungen und Gewalt. Jede dritte Frau mit Hafterfahrung im Gulag spricht von sexuellen Zudringlichkeiten, Nötigungen und Vergewaltigungen durch männliche Häftlinge oder Lagerpersonal. In den Erinnerungen von Frauen spielt die traumatische Trennung von den eigenen Kindern ebenfalls eine große Rolle.

#### Kinder
Nach vorsichtigen Schätzungen verrichteten von 1934 bis 1955 mehr als eine halbe Million Kinder und Jugendliche Zwangsarbeit. Viele von ihnen wurden dazu aufgrund von Sippenhaft-Bestimmungen gezwungen. Kinder gelangten aber auch in den Gulag, weil sie als verwahrlost und kriminell galten. Die Gulag-Administration richtete für im Gulag geborene Säuglinge Kinderstationen und eigene Kinderlager ein. Diese Kinder wurden in jungen Jahren in staatliche Kinderheime überwiesen und litten dort an den mangelhaften materiellen Verhältnissen sowie an fehlender fürsorglicher Betreuung. Die Kindersterblichkeit in den Lagern war durchweg hoch.
In den Kriegsjahren durchstreiften Hunderttausende Kriegs- und Hungerwaisen die Sowjetunion und suchten auf eigene Faust nach Nahrung, Beutegut und Arbeit. Die Sowjetbehörden griffen sie auf und überführten sie in Kinderarbeitskolonien, Kinderheime oder Fabrikschulen. Allein in den Strafkolonien für Minderjährige saßen während der Nachkriegsjahre 190.000 Kinder und Halbwüchsige ein.

#### Politische Häftlinge
In der Sprache der Lagerverwaltung wurden aus politischen Gründen Inhaftierte „Konterrevolutionäre“ genannt, im Häftlingsjargon lautete die Bezeichnung „58er“. Zwischen den sich tatsächlich als politische Häftlinge begreifenden Insassen konnte es Unterschiede und Fraktionierungen geben, wenn sie über die sowjetische Führung urteilten.
In den Terrorjahren 1937 und 1938 stellen die „Politischen“ einen Anteil zwischen 12 und 18 Prozent aller Gefangenen. In den Kriegsjahren stieg dieser Wert auf bis zu 40 Prozent. 1946 zählten rund 60 Prozent zu den „Politischen“, denn die „Kriminellen“ profitierten 1945 von einer Amnestie aufgrund des Kriegsausgangs. Für den Anstieg der „Politischen“ waren auch die Verurteilungen von angeblichen oder tatsächlichen Kollaborateuren verantwortlich. Anschließend sank der Anteil der „Politischen“ wieder. Bis zu Stalins Tod im März 1953 pendelte er zwischen einem Viertel und einem Drittel.

#### Religiöse Häftlinge
Eine weitere Gruppe von Häftlingen saß wegen ihres Glaubens ein, denn die Ausübung religiöser Handlungen konnte mithilfe von Artikel 58 des Strafgesetzbuches der RSFSR als konterrevolutionäre Tätigkeit ausgelegt werden, insbesondere dann, wenn sich Mitglieder religiöser Gruppierungen – zum Beispiel Katholiken, Anhänger evangelischer Kirchen und Gruppen, Juden, Baptisten, Zeugen Jehovas oder Muslime – weigerten, Institutionen und Verfahrensweisen des atheistischen Staates anzuerkennen. Vielfach lehnten religiöse Häftlinge das Haftregime ab, wenn es ihrer Meinung nach gegen Glaubensvorschriften verstieß. Sie ließen sich davon auch durch drakonische Strafen kaum abbringen, was bei Mithäftlingen auf Bewunderung, aber auch auf Ablehnung stieß.

#### Kriminelle
Menschen konnten zu kriminellen Häftlingen werden, wenn ihnen in Hungerjahren der Verstoß gegen die strengen Gesetze zum Schutz des gesellschaftlichen und staatlichen Eigentums vorgehalten wurde. Dazu reichte es ab August 1932 beispielsweise aus, ein paar wenige Ähren zu stehlen oder aufzulesen.
Auch Verstöße gegen das Verbot von Hooliganismus (Chuliganstwo) – darunter wurde öffentliches Rowdytum mit Personen- oder Sachschäden verstanden – galten als Haftgrund. Einfache Trunkenheit in der Öffentlichkeit konnte ebenfalls als strafbares Delikt gewertet werden. Zur Jahreswende 1941 waren 147.000 Personen auf diese Weise zu Insassen des Gulag geworden, rund 10 Prozent der Gulag-Häftlinge.
Neben Armuts- und Kleinkriminellen sowie vermeintlich sozial Auffälligen saßen im Gulag jedoch auch Schwer- und Berufsverbrecher ein, die als „Banditen“, Mörder oder Wiederholungstäter verurteilt worden waren. Aus dieser Gruppe rekrutierten sich die „Herrscher“ unter den Häftlingen. Mit Hilfe von Bandenstrukturen und bedingungsloser Loyalität der Bandenmitglieder, durch die per Korruption und Gewaltandrohung erfolgte Einbindung von Funktionshäftlingen und Lagerpersonal sowie durch Raub und Diebstahl entzog sich diese Kriminellengruppe weitgehend der Zwangsarbeit. Wer als Abtrünniger, Opfer oder Zeuge Mitglieder einer solchen Gruppe verriet, musste um seine körperliche Unversehrtheit und um sein Leben fürchten. Schwer- und Berufsverbrecher waren an ihrer spezifischen Kleidung und Sprache sowie an mannigfaltigen Tätowierungen erkennbar. Die Lagererinnerungen, die vielfach von politischen Häftlingen stammten, zeichnen insgesamt ein düsteres Bild dieser sozialen Gruppe.
Das Verhältnis zur Lagerleitung und -verwaltung unterschied zwei Gruppen der Berufsverbrecher. Die eine hielt an einem spezifischen Ehrenkodex fest und lehnte jede Form der Zusammenarbeit mit Behördenvertretern ab, insbesondere die Zwangsarbeit. Diesen „Dieben im Gesetz“ (Wory w zakone) stand die Gruppe derjenigen gegenüber, die sich der staatlichen Obrigkeit beugte und im Gegenzug nach Bevorzugungen strebte, beispielsweise durch Posten als Funktionshäftlinge. Von den „Dieben im Gesetz“ wurden sie deshalb als „Schweinehunde“ (suki) bezeichnet. Insbesondere nach dem Zweiten Weltkrieg konnten Konflikte zwischen diesen Kriminellen-Gruppen tödlich ausgehen.
Eine Sondergruppe unter den Kriminellen, die Bytowiki, strebte ebenfalls Funktionshäftlingsposten an: Diese Häftlinge waren zivile Gesetzesbrecher und aufgrund von Wirtschaftsstraftaten, Amtsvergehen und anderen Delikten wie zum Beispiel Beleidigungen oder Hausfriedensbruch verurteilt worden. Sofern sie administrative oder wirtschaftliche Kenntnisse vorweisen konnten, bediente sich die Lagerverwaltung ihrer gern.

#### Leiter und Wachpersonal
| Gulag-Leiter          | Gulag-Leiter                         |
| Name                  | Zeitraum                             |
| --------------------- | ------------------------------------ |
| Fjodor Eichmans       | 25. April 1930 – 16. Juni 1930       |
| Lasar Kogan           | 16. Juni 1930 – 9. Juni 1932         |
| Matwei Berman         | 9. Juni 1932 – 16. August 1937       |
| Israil Pliner         | 16. August 1937 – 16. November 1938  |
| Gleb Filaretow        | 16. November 1938 – 18. Februar 1939 |
| Wassili Tschernyschow | 18. Februar 1939 – 26. Februar 1941  |
| Wiktor Nassedkin      | 26. Februar 1941 – 2. September 1947 |
| Georgi Dobrynin       | 2. September 1947 – 31. Januar 1951  |
| Iwan Dolgich          | 31. Januar 1951 – 5. Oktober 1954    |
| Sergei Jegorow        | 5. Oktober 1954 – 4. April 1956      |

Die Haftverhältnisse hingen nicht nur von den Direktiven der Moskauer Gulag-Zentrale ab, sondern in wesentlichem Ausmaß auch vom Wachpersonal vor Ort. 1952 betrug die offizielle Relation der Wachleute zu Häftlingen 1 zu 9,7. Allerdings konnten nicht alle Planstellen besetzt werden.
Die Anstellung als Wachmann genoss selbst im Innenministerium kaum Ansehen. Das lag vor allem an den materiellen Verhältnissen der Haftorte. Die Wachleute beklagten sich wiederholt über geringe Gehälter, ungenügende Unterkünfte, eine unzureichende Versorgung und über ihr geringes Prestige. Vielfach waren sie zudem gezwungen, zusätzliche Sonderschichten zu übernehmen, Urlaub wurde nur in geringem Umfang gewährt. Aus diesen Faktoren resultierte eine hohe Fluktuation. 1951 quittierten rund 50.000 Wachleute den Dienst. Weitere 40.000 schieden meist auf eigenen Wunsch aus dem Wachdienst aus. Aufgrund ihrer Arbeits- und Lebensbedingungen desertierten auch Wachleute. Jährlich begingen drei- bis vierhundert Angehörige der Wachmannschaften angesichts der Zustände in den Lagern Selbstmord.
Die Bewacher galten durchweg als „Bodensatz des Herrschaftsapparates“. Der Bildungsstand war niedrig, ebenso die Kenntnisse der jeweiligen Parteilinie. Schulungen änderten daran kaum etwas. Gulaginterne Revisionsberichte bemängelten, dass ein großer Teil des Wachpersonals als charakterlich problematisch zu gelten habe: Trunksucht, Gewalt gegen Frauen und eigene Kinder sowie eine Vielzahl von Dienstvergehen wurden beklagt, wie beispielsweise Veruntreuung, Amtsmissbrauch, Urkundenfälschung oder Bestechung.
Viele Wachleute arbeiteten unfreiwillig als Gulag-Aufseher. Zu Beginn der 1950er Jahre leisteten zwei von drei Wachen Zwangsdienst, nur ein Drittel hatte sich freiwillig gemeldet. Viele der zwangsverpflichteten Wachleute waren Kriegsveteranen oder Ostarbeiter. Eine Reihe von Wachposten wurden zudem besetzt, weil ehemalige Häftlinge nach Haftende die Gegend wegen behördlicher Auflagen, Perspektivlosigkeit oder fehlender Geldmittel nicht verlassen konnten. In den 1930er Jahren war es keineswegs ungewöhnlich, dass ehemalige Häftlinge zu Bewachern wurden. Selbst Personen, deren Haftzeit noch nicht beendet war, konnten mit Bewachungsaufgaben betraut werden.
Mitglieder des Wachpersonals waren insofern teilweise Opfer äußerer Umstände. Bewacher waren als Herrscher über die Häftlinge jedoch vor allem Täter. Die internen Dokumente der Gulag-Verwaltung sprechen an vielen Stellen von Grausamkeiten und vom Despotismus der Wachen. Gelegentlich arbeiteten Kriminelle und Wachmannschaften zusammen. Das konnte so weit gehen, dass das Lagerumland in Mitleidenschaft gezogen wurde, wenn kriminelle Häftlingsbanden aus den Lagern nachts Dörfer und Kleinstädte überfielen. Auch am Schwarzhandel mit Gulag-Ressourcen außerhalb von Lagern waren Kriminelle und Wachleute beteiligt.

## Folgen und Wirkungen

### Leben nach Haft und Verbannung
Pro Jahr wurden 20 bis 40 Prozent der Gulag-Insassen entlassen. Für viele war auch das Leben danach beschwerlich. Sie litten unter körperlichen und seelischen Schäden. Bei der Suche nach Arbeit und Wohnung blieben sie benachteiligt. Ein „Wolfspass“ – spezielle Stempel und Einträge in den Ausweispapieren – verhinderte die Ansiedlung in großen Städten. Auch die Niederlassung in der Heimatregion konnte untersagt werden.
Die Behörden verboten vielen Entlassenen zudem, die Haftregion zu verlassen und nötigten sie, sich dort als „freie Arbeiter“ Beschäftigung zu suchen. Diese Praxis hatte in den 1960er und 1970er Jahren ihren Höhepunkt. Von 1968 bis 1973 betraf sie mehr als 800.000 Menschen. Zwischen 1948 und 1953 überzog das MGB viele Häftlinge und Verbannte erneut mit Repressionen, indem es lebenslange Verbannung anordnete.
Die „Organe“ observierten viele ehemalige Häftlinge jahrelang. Häufig forderten sie diese auf, sich in Büros der Staatssicherheit einzufinden. Oft drohten die Mitarbeiter den Einbestellten mit Strafmaßnahmen. Viele Menschen behielten ihre Haft- und Verbannungserfahrungen für sich, sie sprachen kaum oder gar nicht mit ihren Kindern darüber, um diese psychisch nicht zu belasten. Kinder von „Volksfeinden“ sahen sich generell einem erhöhten Konformitätsdruck ausgesetzt.
Eine Reihe entlassener Ex-Mitglieder der KPdSU unternahm große Anstrengungen, um wieder in die Partei aufgenommen zu werden. Dahinter stand der Glaube an die kommunistische Idee und das Festhalten an den eigenen Lebensmaximen, ferner der Wunsch nach einem Beweis dafür, wieder ganz dazuzugehören. Eine Wiederaufnahme kam einer juristischen Rehabilitation gleich, führte zur Wiedereinsetzung in alle Rechte und war deshalb nicht in jedem Fall als Loyalitätsadresse an die Partei zu verstehen. Zwischen 1956 und 1961 wurden in der Sowjetunion mehr als 30.900 Kommunisten rehabilitiert, viele allerdings postum.
Auch für „Kulaken“ und ihre Kinder blieben Stigmatisierungen und Benachteiligungen Teil ihres Alltags, obgleich die politische Führung der Sowjetunion im Zweiten Weltkrieg ihnen gegenüber offiziell einen anderen Ton anschlug und behauptete, sie hätten sich als Sowjetbürger bewährt. Die Betroffenen verschwiegen ihre Herkunft und Erfahrungen später oft selbst im engsten Familienkreis.

### Gedenken
Seit 1980 erschienen viele hundert Bücher mit den Memoiren von Gulag-Häftlingen. Lange Zeit waren sie die wichtigste Quelle über die sowjetische Zwangsarbeit. Zu den veröffentlichten Texten kommen unpublizierte hinzu, die in Archiven verwahrt sind. In der Summe liegen etwa 2.000 bis 3.000 solcher Aufzeichnungen vor. Zu Werken dieser Art zählen die Darstellungen von Margarete Buber-Neumann, Gustaw Herling-Grudziński, Jewgenija Ginsburg, Susanne Leonhard, Olga Adamova-Sliozberg, Dalia Grinkevičiūtė, Jewgeni Gnedin, Lew Kopelew und Elinor Lipper. Einige dieser Schriften zirkulierten bis zur Glasnost-Politik Gorbatschows im Samisdat oder im Tamisdat. Zum Korpus der für die Nachwelt erhaltenen Erinnerungen gehören auch die mündlichen Berichte, die seit den 1980er Jahren auf Tonbändern, Kompaktkassetten und Videokassetten aufgenommen wurden (Oral History).
Die langjährigen Versuche, in Moskau oder an einem anderen Ort ein zentrales offizielles Museum beziehungsweise eine Hauptgedenkstätte samt angeschlossenem Forschungsinstitut einzurichten, sind weitgehend gescheitert. Geblieben ist die Keimzelle dieser Initiative, die 1987 entstandene Menschenrechtsorganisation Memorial. Neben der Fürsorge für Repressionsopfer und der Menschenrechtsarbeit setzt sie sich für das Gedenken ein: Sie hält in der Öffentlichkeit die Erinnerung an die Repressionen in der Sowjetunion wach, bemüht sich um das Auffinden von Exekutionsorten und Massengräbern, regt Forschungen zum Zwangsarbeitssystem an, organisiert Ausstellungen oder beteiligt sich daran, pflegt ein Archiv mit Dokumenten und Memoiren und erarbeitet Gedenkbücher mit Namen und Stichworten zur Biografie von Opfern. Überdies organisiert sie Schülerwettbewerbe zur sowjetischen Repressionsgeschichte. Neben Memorial setzen sich weitere zivilgesellschaftliche Organisationen für ein Gedenken ein. Zu ihnen zählen unter anderem das Sacharow-Zentrum, das Sacharow-Museum in Nischni Nowgorod, der Rußländische Verband der Opfer rechtswidriger politischer Repressionen und die Gesellschaft „Poisk“ (Suche).

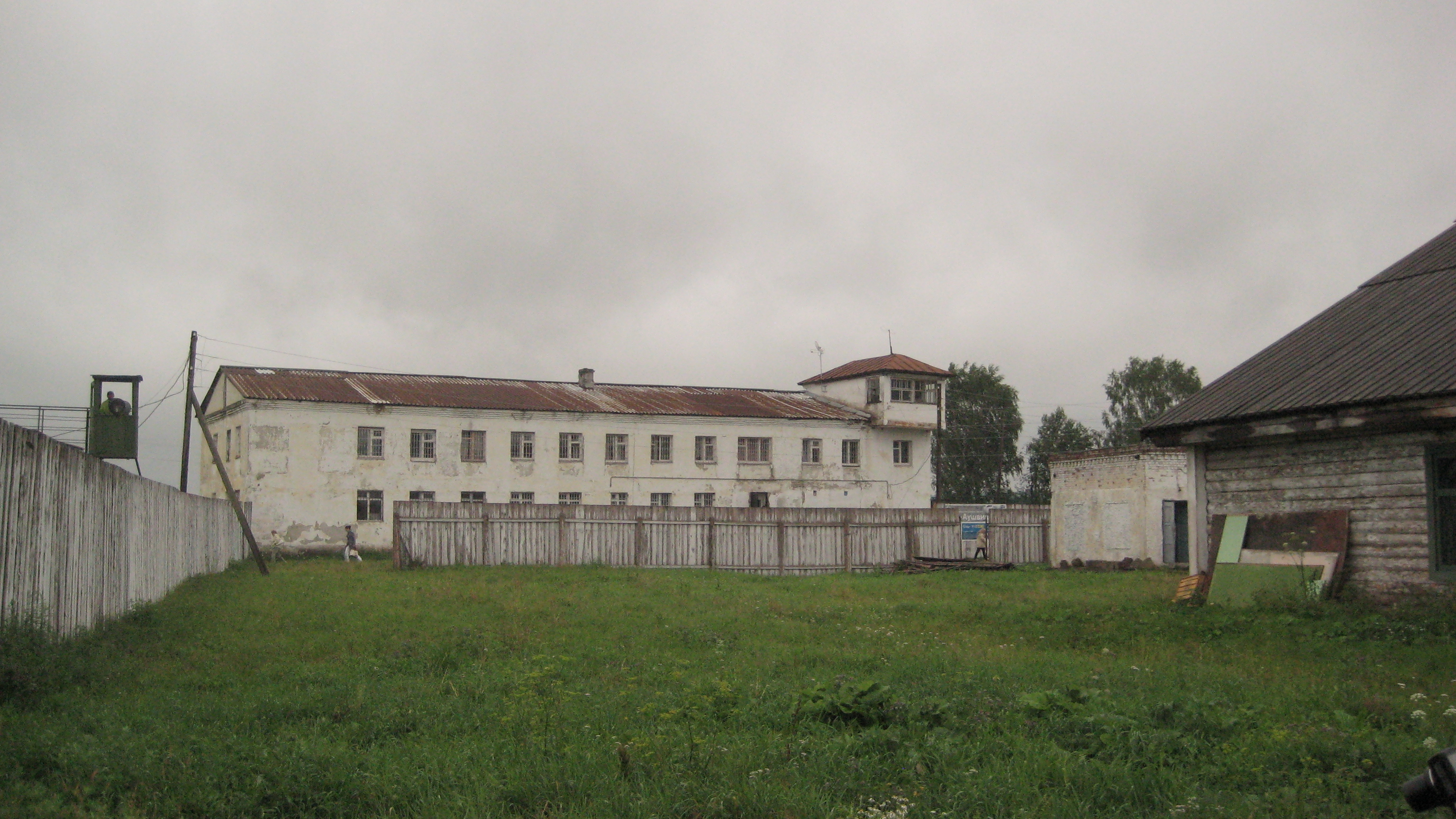
Perm-36 Gulag-Museum (2011)

Eine Reihe von Museen in den Nachfolgestaaten der Sowjetunion vermittelt die Geschichte der Zwangsarbeit in der UdSSR. In Moskau übernimmt diese Aufgabe das Gulag-Museum, in Perm das mittlerweile unter staatliche Regie gestellte Perm-36-Gulag-Museum, in Dolinka bei Karaganda das KarLag-Museum. Auch einige heimatkundliche und historische Museen gehen auf den Gulag ein. Häufig allerdings werden die Informationen und Relikte wenig einladend inszeniert – multimediale Präsentationen, Animationen und Interaktionsangebote fehlen in der Regel. Der digitalen Vermittlung des Gulag widmet sich das „Virtuelle Gulagmuseum“, im russischen Netz gilt es als wichtige Ressource zu sowjetischen Gesellschaftsverbrechen und zum Gulag.

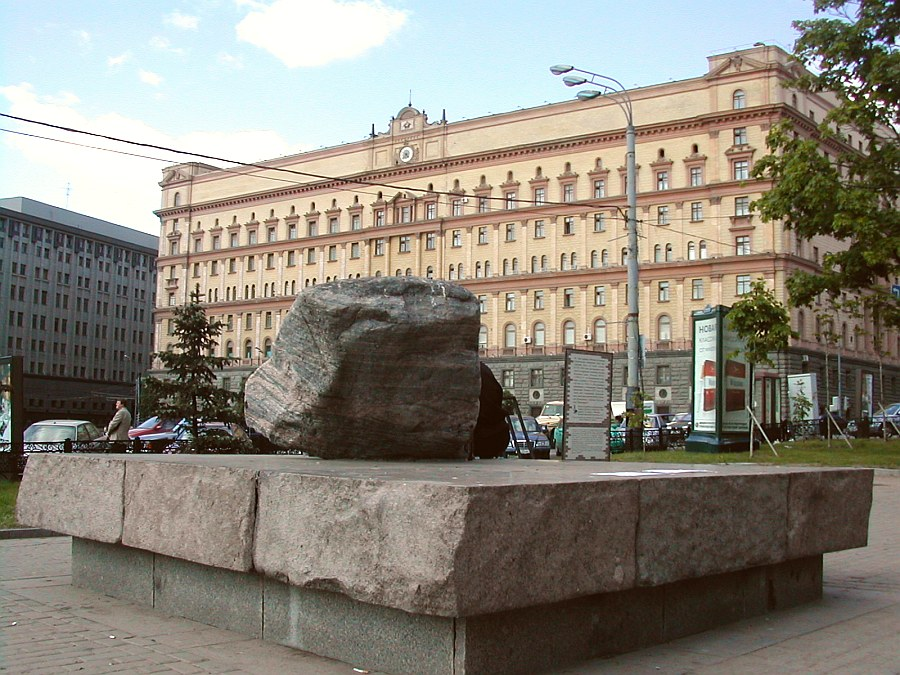
Nahe der Lubjanka: Findling von den Solowezki-Inseln zum Gedenken an die Opfer politischer Unterdrückung in der Sowjetunion (2006)

Maske der Trauer in Magadan (2008)

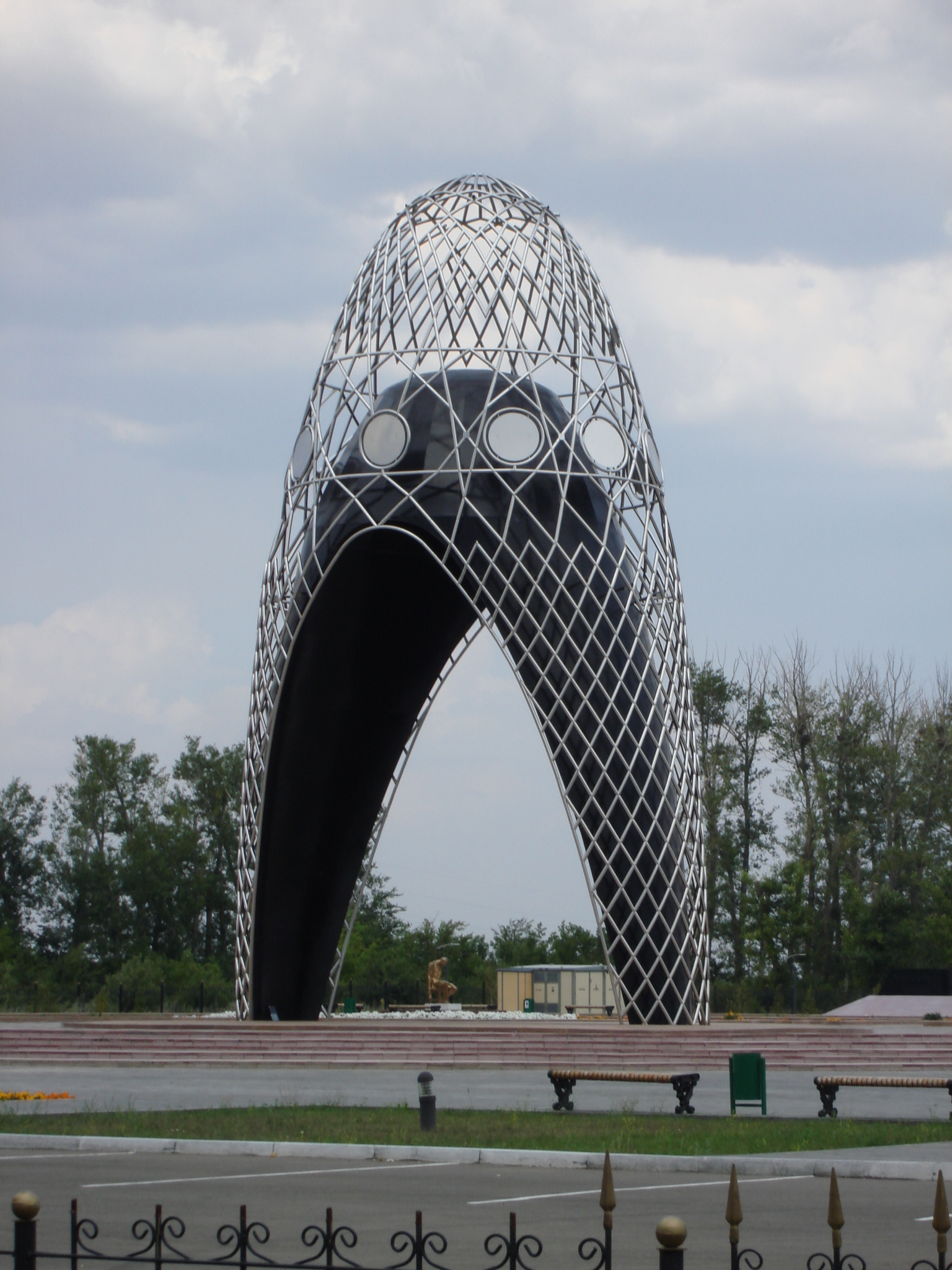
Bogen der Trauer in Aqmol (2010)

Denkmale und Mahnmale dienen ebenfalls dem Gedenken an die Opfer der sowjetischen Gewaltpraktiken. Nicht selten war Memorial an der Errichtung dieser mehr als 100 Erinnerungsstätten beteiligt. Das erste Denkmal wurde 1988 in Workuta errichtet. Seit dem Sommer des Folgejahres gemahnt auf den Solowezki-Inseln ein naturbelassener Stein an die Gulag-Periode der Inseln. Bis 2007 wurden an vier weiteren Orten vergleichbare Findlinge aufgestellt: zwei in Moskau (nahe der Lubjanka) und je einer in Archangelsk und Sankt Petersburg. Neben Findlingen haben sich Kreuze, Risse und Aussparungen als Formelemente der Mahnmale etabliert.
Auf einem Berghang bei Magadan ist die Maske der Trauer den Menschen gewidmet, die in den Lagern an der Kolyma inhaftiert waren. In Astana ließ die Regierung Kasachstans ein Monument für die „Opfer der politischen Repression“ errichten, in Karaganda erinnert ein Gedenkstein an die Opfer des Terrors und die Häftlinge des KarLag. In Aqmol, während der Stalinzeit Standort des „Akmolinsker Lager für Frauen von Vaterlandsverrätern“, also einer Haftstätte für Frauen in Sippenhaft, befindet sich heute ein an die staatliche Gewalt erinnerndes Monument mit dem „Bogen der Trauer“ als augenfälligster Gestaltungseinheit.
1991 beschloss der Oberste Sowjet der Russischen Sozialistischen Föderativen Sowjetrepublik, alljährlich am 30. Oktober den Tag des Gedenkens an die Opfer politischer Repressionen zu begehen. Dieses Datum geht auf einen Hungerstreik im Lager Perm zurück, mit dem die Häftlinge dort am 30. Oktober 1974 gegen politische Repressionen protestierten. Seither etablierte sich dieser Gedenktag in der Subkultur der Haftanstalten, Lager und betroffenen Familien. Seit Anfang der 1990er Jahre finden an diesem Tag besondere Veranstaltungen an Gedenkorten der Repression statt.
Das große Interesse am Gulag und den Häftlingserinnerungen, das mit der Zeit der Perestroika einherging, ist in Russland zunehmend marginalisiert worden. Mittlerweile überwiegt Gleichgültigkeit. Wer Erinnerung einfordert, gerät in den Verdacht, dem Image des Landes schaden zu wollen. Behörden und Medien Russlands rückten Memorial beispielsweise in die Nähe ausländischer Agenten.
Charakteristisch für den russischen Diskurs ist zudem eine Sakralisierung der Opfer. So bezeichnet die Russisch-Orthodoxe Kirche rund 40 auf den Solowezki-Inseln umgekommene Geistliche offiziell als „neue Märtyrer“. Auch Butowo, eine Hinrichtungsstätte während des Großen Terrors, wird von ihr für ein religiöses Gedenken vereinnahmt.
Eine gesellschaftliche Debatte über Täter findet kaum statt. Als verantwortlich gilt durchweg die Staatsspitze um Stalin, die gesellschaftliche Verankerung der vielen Mittäter wird nicht erörtert. Auch Memorial, die sich mit den Opfern und ihrer Perspektive identifiziert, gilt als vorsichtig bei der namentlichen Nennung von Tätern, wenngleich Memorial 1999 bereits ein Handbuch über Täter vorgelegt hat. Weniger als ein Prozent der Täter ist vorzeitig in den Ruhestand versetzt worden, kein einziger Täter wurde nach dem Ende der Sowjetunion juristisch zur Rechenschaft gezogen.
Staatliche Stellen verhalten sich gegenüber einer kritischen Befassung mit der eigenen Geschichte reserviert – verantwortlich ist dafür neben einer Renaissance des Patriotismus die Elitenkontinuität im postsowjetischen Russland. Führende Staatsvertreter plädieren für ein Geschichtsbild, das die Identifikation mit der nationalen Vergangenheit stärkt. Wladimir Putin forderte 2008 vor Geschichtslehrern, bei der Befassung mit der russischen und sowjetischen Geschichte dürfe nicht zugelassen werden, „dass uns ein Schuldgefühl aufgezwungen wird“.
Am 12. Februar 2014 erließ Russland einen geheimen Befehl zur Vernichtung archivierter Karteikarten, die Auskunft über die Insassen der Gulags geben. Die interne, nicht öffentliche Anordnung wurde von elf Ministerien und staatlichen Stellen unterzeichnet, darunter vom Geheimdienst FSB und Auslandsnachrichtendienst SWR sowie vom Innen- und Justizministerium. Die Karteikarten enthalten Daten dazu, welche Häftlinge in welchem Gefangenenlager interniert waren, wohin sie verlegt wurden und was aus ihnen wurde – ob sie in Gefangenschaft starben oder freigelassen wurden. Nach Ansicht von Vertretern des Gulag-Museums ist die Vernichtung von Unterlagen über die sowjetische Gewaltherrschaft besorgniserregend und wirke sich negativ auf die Forschung zum Thema Gulag aus. Anfang Juni 2018 wurde einer breiteren Öffentlichkeit bekannt, dass gewisse Gulag-Akten nicht archiviert, sondern ab 2014 vernichtet worden waren.

### Forschung
Zunächst stützten sich Forschungen über den Gulag auf Memoirenliteratur. Die Analyse der durch eine intensive Rapportkultur zu regelrechten Aktenbergen aufgetürmten Dokumente der Gulag-Verwaltung war sowjetischen und ausländischen Forschern dagegen lange nicht möglich. Erst die gegen Ende der Sowjetunion politisch durchgesetzte Öffnung der Archive („Archivrevolution“) schuf in den 1990er Jahren die Voraussetzung für die Sichtung, Auswertung und Einordnung dieser Archivalien. In den anschließenden Jahren sind eine Reihe grundlegender Dokumentenpublikationen und Überblicksdarstellungen entstanden. So legte Galina M. Iwanowa 1997 einen ersten kompakten Überblick vor, der 2000 in englischer und 2001 deutscher Übersetzung herauskam. Schon 1996 hatte Ralf Stettner eine deutschsprachige Zusammenschau des seinerzeitigen Wissensstandes publiziert. 2004 erhielt Anne Applebaum den Pulitzer-Preis für ihre Studie über den Gulag, die sie ein Jahr zuvor veröffentlicht hatte. Zentrale Forschungsergebnisse enthalten ferner das von Michail B. Smirnow 1997 herausgegebene Handbuch über das System der sowjetischen Besserungsarbeitslager (deutsche Übersetzung: 2003) und die 2004/2005 erschienene siebenbändige Geschichte des stalinistischen Gulag. Neben Darstellungen, die die Zwangsarbeit in der gesamten Sowjetunion in den Blick nehmen, entstanden Untersuchungen mit regionalen Schwerpunkten. Durch diese Arbeiten haben sich eigene „Schulen“ gebildet, zum Beispiel im Ural, im russischen Fernen Osten und in Sibirien.
Vor der Öffnung der Archive debattierten westliche Historiker intensiv über die Zahl der Inhaftierungen und Verbannungen. Diese Auseinandersetzung war in den 1980er Jahren Teil eines Grundsatzkonflikts bei der Interpretation des sowjetischen Herrschaftssystems – Vertreter der Totalitarismus-Theorie und Repräsentanten der „revisionistischen Schule“ standen sich bei diesem die gesamte Sowjetunion-Forschung prägenden Disput gegenüber. Mittlerweile gilt der Zahlenstreit als beigelegt. Die Forschung geht davon aus, dass rund 28,7 bis 32 Millionen Menschen Opfer von Zwangsarbeit und Verbannung gewesen sind, vorsichtige Schätzungen beziffern die Zahl der Toten auf 2,7 Millionen. Anfang Juni 2018 wurde bekannt, dass gewisse Gulag-Akten nicht archiviert, sondern ab 2014 vernichtet worden waren.
Zwischen den nationalsozialistischen und den stalinistischen Massenverbrechen sind mehrfach Vergleiche angestellt worden. Das nationalsozialistische wie das stalinistische Herrschaftssystem stempelte bestimmte Menschen zu „Feinden“ – die konkreten sozialen und ethnischen Gruppen waren dabei nicht beliebig, aber vielfältig. Die Einbindung dieser „Feinde“ in ihr soziales Umfeld wurde mit rechtlichen Vorschriften und physischer Gewalt aufgelöst, „Feinde“ wurden mehr und mehr entmenschlicht. Insgesamt war die Anzahl der Lagertypen in der Sowjetunion größer. Die Geschichte der nationalsozialistischen Lager ist hingegen einheitlicher und kürzer. Das Schicksal jüdischer Häftlinge stand spätestens seit Ende 1941 fest: Alle Juden sollten physisch vernichtet werden (→Holocaust). Das Los von Gulag-Häftlingen konnte sich hingegen ändern: Im Laufe des Großen Terrors wurden beispielsweise Polen als potenzielle Feinde verfolgt, nach dem Angriff der Wehrmacht auf die Sowjetunion wurden sie als Verbündete wieder freigelassen, nach Ende des Zweiten Weltkrieges konnten sie als „Nationalisten“ erneut inhaftiert werden. Vernichtungslager sind die sowjetischen Haftstätten nicht gewesen. Häftlinge ließen im Gulag ihr Leben in der Regel nicht durch die Effizienz ihrer Peiniger, sondern eher durch Vernachlässigung und Ineffizienz.
Die Mehrheit der russischen und ausländischen Forscher verurteilt das sowjetische Lagersystem moralisch. Einige russische Wissenschaftler und Publizisten fürchten allerdings, dass Kritik am Gulag auch das aktuelle russische Strafsystem delegitimieren könnte, welches nicht nur Verbrechen, sondern auch „Abweichungen von sozialen Normen“ staatlich bekämpfen müsse.

### Künstlerische Verarbeitung
Der bekannteste „Versuch einer künstlerischen Bewältigung“ des Gulag stellt Alexander Solschenizyns Archipel Gulag dar. Dieses 1973 in Paris erschienene, 1.800 Seiten starke Werk, mit dem der Autor aus seiner und der Perspektive vieler anderer Ex-Häftlingen den Gulag beschrieb, hatte „das Format einer publizistischen Bombe“. Es offenbarte dem Leser den engen Zusammenhang von staatlichem Terror, Zwangsarbeit und Industrialisierung der UdSSR. Die dreibändige Schrift desillusionierte viele im Westen lebende Sympathisanten des real existierenden Sozialismus. Insbesondere in Frankreich entwickelte sich eine intensive Debatte über den Sozialismus Moskauer Prägung. Bereits 1962 war Solschenizyn mit dem Roman Ein Tag im Leben des Iwan Denissowitsch hervorgetreten. Er schilderte darin die Umstände in einem Zwangsarbeitslager der 1950er Jahre anhand eines Hafttages der titelgebenden Person, eines gewöhnlichen Gefangenen. 1968 erschien sein Roman Der erste Kreis der Hölle, der das Leben in einer Scharaschka darstellt.
Bekannt – wenngleich ohne die Breitenwirkung der literarischen Arbeiten Solschenizyns – sind mittlerweile ebenfalls die Werke von Warlam Schalamow, insbesondere die Erzählungen aus Kolyma. In der Kolyma-Region lebte Schalamow von 1937 bis 1953 als Gulag-Häftling. Seine Erzählungen zirkulierten zunächst nur im Samisdat und in lückenhaften ausländischen Editionen. Schalamows Präsentation des Stoffs bricht mit den Traditionen der russischen Dichter, ihrem Humanismus und ihren Belehrungen des Publikums. Sie entzieht sich als „neue Prosa“ bewusst dem leichten Zugriff des Lesers. „Šalamovs Gulag-Darstellung fordert nicht zu moralischer Empörung auf, sondern zum Eintreten in die hoffnungslose und grausame Lagerwelt.“
Ein wenig bekannter, dafür allerdings früher Versuch, Aspekte des Gulag und seiner Vertuschung zu literarisieren, ist der 1952 in London erschienene Roman Insurrection in Poshansk von Robert Neumann; im selben Jahr erschien er in Deutsch mit dem Titel Die Puppen von Poshansk, eine deutschsprachige Neuauflage erfolgte 2012. Der Roman beschreibt eine bizarr anmutende Begebenheit: Ein amerikanischer Politiker ist auf einer Goodwilltour in der UdSSR und lässt sich die Kolyma-Region zeigen. Der hohe Besuch durchschaut nicht, dass ihm Potemkinsche Dörfer vorgegaukelt werden – auch weil ihn eine plötzliche Verliebtheit in die Dolmetscherin von den Tatsachen ablenkt. Die Romanhandlung parodiert ein reales Ereignis: Henry A. Wallace besuchte 1944 als Vizepräsident der Vereinigten Staaten Magadan und merkte nicht, dass man ihn über die Realitäten des Gulag täuschte. Nach seiner Rückkehr in die Vereinigten Staaten verfasste er eine Eloge auf die Verhältnisse an der Kolyma.

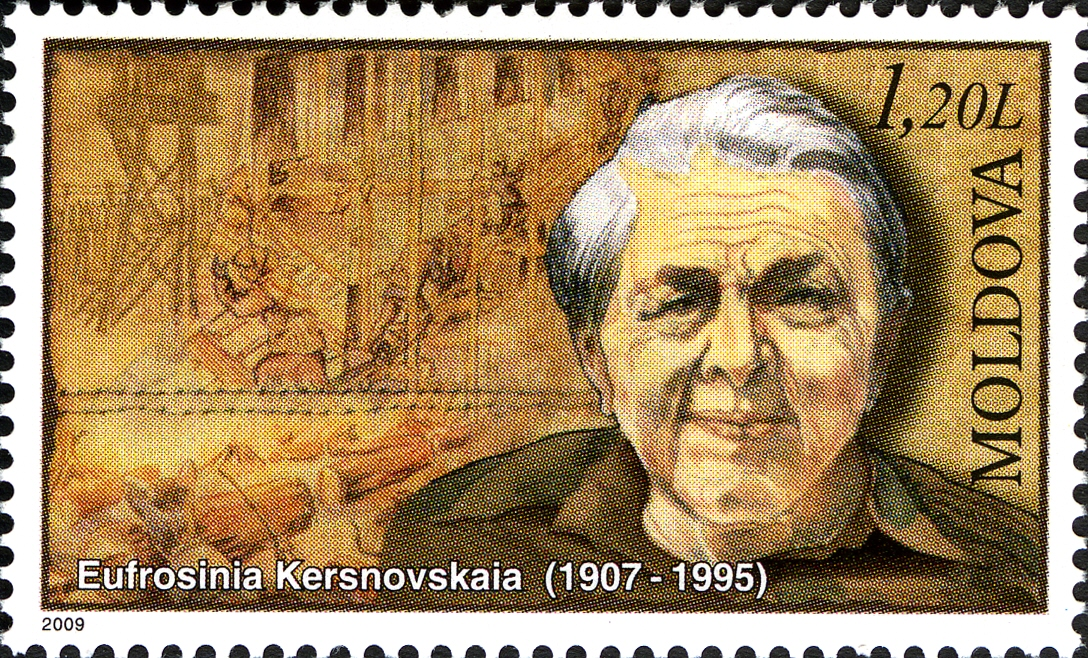
Porträt von Jewfrossinija Kersnowskaja auf einer Briefmarke Moldawiens

Jewfrossinija Kersnowskaja (1907–1995) füllte ab 1964 mehr als 2.000 Seiten in zwölf Notizbüchern mit Erinnerungen an ihre Gulag-Zeit und illustrierte diese mit mehr als 700 Zeichnungen. Um sie vor Entdeckung und Vernichtung zu bewahren, schrieb und malte sie Text und Bilder dreimal ab und deponierte sie bei Vertrauten. 1983 sorgten Freunde für eine maschinenschriftliche Version, die von Jewfrossinija Kersnowskaja ebenfalls mit Illustrationen versehen wurde. Diese Fassung wurde anschließend im Samisdat herumgereicht. Mittlerweile liegen in mehreren Sprachen unterschiedlich umfangreiche Editionen ihrer Aufzeichnungen und Illustrationen vor.
Danzig Baldajew lebte zwei Jahre in einem Kinderheim, nachdem sein Vater als „Volksfeind“ verurteilt worden war. Er wurde nach dem Zweiten Weltkrieg Angestellter des MWD. Eigene dienstliche Erfahrungen mit der Gewalt gegen Gefangene und Erzählungen von Kollegen verarbeitete er seit Anfang der 1950er Jahre heimlich in Tuschezeichnungen, die häufig das Quälen und Foltern von Häftlingen zeigen. Ab 1989 ging er mit seinen Zeichnungen an die Öffentlichkeit.
Menachem Begin publizierte 1957 Leilot Levanot (englisch: White Nights) 1957. In diesem Buch machte er die Zeit seiner Haft und seiner Gefangenschaft im Gulag sowie seinen Aufruf, gegen Tyrannei Widerstand zu leisten, öffentlich.
Als Beispiel für die Auseinandersetzung in der bildenden Kunst gilt der Gulag Zyklus von Nikolai Getman. Nach seiner Entlassung aus dem Gulag (August 1953) schuf der Ex-Häftling in einem Zeitraum von 40 Jahren diese 50-teilige Bilderserie. Er wagte aber nicht, sie irgendjemandem zu zeigen. 1993 präsentierte er den Zyklus erstmals dem interessierten Publikum.
Ausgehend vom Film Die Reue setzten sich sowjetische Filmemacher in der Zeit von Glasnost und Perestroika mit den Themen Stalinismus, Verbannung und Lagerwelt auseinander. Häufig ging es ihnen darum, Grundthesen des Sozialistischen Realismus infrage zu stellen: positive Zukunftserwartungen, Glaube an die Weisheit der politischen Führung, Existenz übelwollender Verschwörer gegen den Sozialismus sowie Lobpreisung von Arbeit und Arbeitshelden. Auch russische Fernsehserien nahmen sich seither des Themas an. Hierzu gehören zum Beispiel die Adaptionen von Solschenizyns Roman Der erste Kreis der Hölle, des Romans Die Kinder vom Arbat von Anatoli Rybakow sowie von Schalamows Erzählungen aus Kolyma. Einige Filme über die Zeit des Krieges gegen das nationalsozialistische Deutschland inszenierten aus dem Gulag entlassene, jetzt an der Front kämpfende Personen als Haupthelden der Filmhandlung. Zu den Antagonisten dieser Helden zählen Vertreter der Sowjetmacht, beispielsweise NKWD-Angehörige. In anderen Spielfilmen erscheinen diese jedoch als unerschrockene Kämpfer gegen das organisierte Verbrechen und als Garanten der öffentlichen Ordnung.
Zu den bekannteren Filmen, die nicht in den Nachfolgestaaten der Sowjetunion entstanden, zählt Mitten im Sturm mit Emily Watson und Ulrich Tukur in den Hauptrollen. Es handelt sich um die Verfilmung der Gulag-Erinnerungen von Jewgenija Ginsburg.

## Anhang

### Dokumentarfilm
- Patrick Rotman, Nicolas Werth, François Aymé: Die sowjetische „Hauptverwaltung der Lager“, Dokumentarfilm in drei Teilen, Frankreich 2017, gesendet auf arte Februar 2020; Teil 1: Die Anfänge 1917–1933, online auf: archive.org/...; Teil 2: Wucherungen 1934–1945, online auf: archive.org/...; Teil 3: Zenit und Todeskampf 1945–1957, online auf: archive.org/...
- Das Schweigen meines Vaters. Abgerufen am 22. Juli 2023.